# Inter Milan
Football Club Internazionale Milano, thường được gọi là Internazionale (phát âm [ˌinternattsjoˈnaːle]) hoặc đơn giản là Inter, và thường được gọi là Inter Milan ở các quốc gia nói tiếng Anh, là một câu lạc bộ bóng đá Ý có trụ sở tại Milano, Lombardia. Inter là đội bóng Ý duy nhất luôn thi đấu ở giải đấu hàng đầu của bóng đá Ý kể từ khi ra mắt vào năm 1909.
Được thành lập vào năm 1908 sau sự chia rẽ trong Câu lạc bộ bóng đá và cricket Milan (nay là AC Milan), Inter đã giành chức vô địch đầu tiên vào năm 1910. Kể từ khi thành lập, câu lạc bộ đã giành được 37 danh hiệu trong nước, bao gồm 20 chức vô địch quốc gia, 9 Coppa Italia và 8 Siêu cúp Ý. Từ năm 2006 đến 2010, câu lạc bộ đã giành được 5 chức vô địch liên tiếp, cân bằng kỷ lục mọi thời đại vào thời điểm đó. Họ đã ba lần vô địch Champions League: hai lần vào năm 1964 và 1965 và một lần nữa vào năm 2010. Chiến thắng năm 2010 của họ đã hoàn thành cú ăn ba mùa giải chưa từng có của Ý, với việc Inter giành được Coppa Italia và Scudetto cùng năm. Câu lạc bộ cũng đã giành được ba UEFA Cup, hai Cúp liên lục địa và một FIFA Club World Cup.
Các trận sân nhà của Inter được diễn ra tại sân vận động San Siro (còn được gọi là Giuseppe Meazza), nơi họ chia sẻ với đối thủ cùng thành phố là AC Milan. Đây là sân vận động lớn nhất của bóng đá Ý với sức chứa 75.817. Họ có mối thù truyền kiếp với AC Milan, đội mà họ cạnh tranh tại Derby della Madonnina, và Juventus, đội mà họ cạnh tranh tại Derby d'Italia; trận derby họ với AC Milan là một trong những trận derby được theo dõi nhiều nhất trong bóng đá. Tính đến  năm 2019, Inter có tỷ lệ tham dự trận đấu trên sân nhà cao nhất ở Ý và tỷ lệ tham dự cao thứ sáu ở Châu Âu. Câu lạc bộ là một trong những câu lạc bộ có giá trị nhất trong bóng đá Ý và thế giới.

## Lịch sử

### Thành lập và những năm đầu (1908–1960)
| "Questa notte splendida darà i colori al nostro stemma: il nero e l'azzurro sullo sfondo d'oro delle stelle. Si chiamerà Internazionale, perchè noi siamo fratelli del mondo."— ngày 9 tháng 3 năm 1908, Milan | "Đêm tuyệt vời này sẽ mang lại màu sắc cho huy hiệu của chúng ta: đen và xanh trên nền vàng của các vì sao. Nó sẽ được gọi là Internazionale [Quốc tế], bởi vì chúng ta là anh em của thế giới."— 9 tháng 3 năm 1908, Milan |

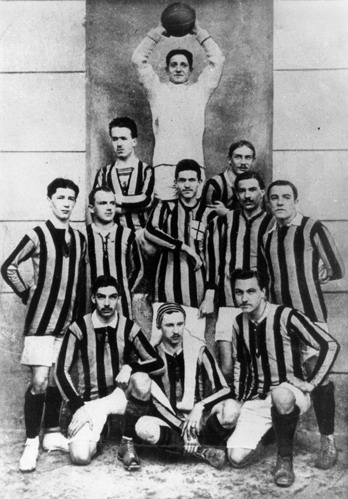
Đội hình Inter năm 1910

Câu lạc bộ được thành lập vào ngày 9 tháng 3 năm 1908 với tên gọi Football Club Internazionale, sau sự chia rẽ với Milan Cricket and Football Club (nay là AC Milan). Tên của câu lạc bộ bắt nguồn từ mong muốn của các thành viên sáng lập là chấp nhận không giới hạn các cầu thủ nước ngoài cũng như người Ý.
Câu lạc bộ đã giành chức vô địch đầu tiên vào năm 1910 và lần thứ hai vào năm 1920. Đội trưởng kiêm huấn luyện viên của đội giành chức vô địch đầu tiên là Virgilio Fossati, người sau đó đã tử trận khi đang phục vụ trong quân đội Ý trong Thế chiến thứ nhất. Năm 1922 Inter là đứng trước nguy cơ xuống hạng hai, nhưng họ vẫn ở giải đấu hàng đầu sau khi thắng hai trận play-off.
Sáu năm sau, trong thời kỳ Phát xít, câu lạc bộ buộc phải sáp nhập với Unione Sportiva Milanese và được đổi tên thành Società Sportiva Ambrosiana. Trong mùa giải 1928–29, đội mặc áo thi đấu màu trắng có in hình chữ thập đỏ; thiết kế của áo đấu được lấy cảm hứng từ lá cờ và huy hiệu của thành phố Milan. Năm 1929, tân chủ tịch câu lạc bộ Oreste Simonotti đổi tên câu lạc bộ thành Associazione Sportiva Ambrosiana và khôi phục lại áo thi đấu màu xanh đen trước đây, tuy nhiên những người ủng hộ vẫn tiếp tục gọi đội là Inter, và vào năm 1931, tân chủ tịch Pozzani nhượng bộ trước áp lực của cổ đông và thay đổi cái tên đến Associazione Sportiva Ambrosiana-Inter.

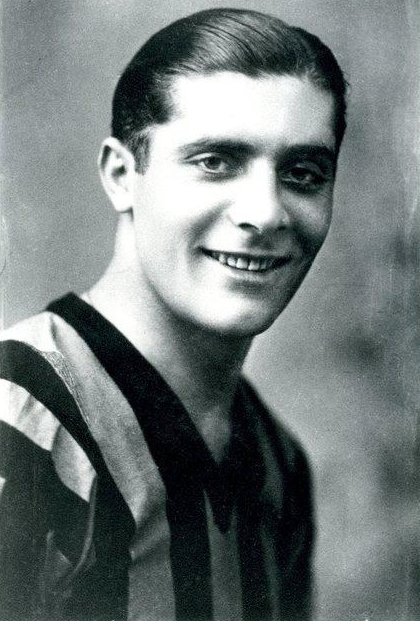
Giuseppe Meazza vẫn giữ kỷ lục ghi nhiều bàn thắng nhất trong mùa giải đầu tiên ở Serie A, với 31 bàn thắng trong mùa giải đầu tiên (1929–30).

Coppa Italia (Cúp quốc gia Ý) đầu tiên của họ đã giành được vào năm 1938–39, được dẫn dắt bởi huyền thoại Giuseppe Meazza, sau này sân San Siro được đặt tên chính thức theo tên ông. Chức vô địch thứ năm diễn ra vào năm 1940, mặc dù Meazza bị chấn thương. Sau khi Thế chiến II kết thúc, câu lạc bộ đã lấy lại tên ban đầu, giành chức vô địch lần thứ sáu vào năm 1953 và lần thứ bảy vào năm 1954.

### Grande Inter(1960–1967)
Năm 1960, huấn luyện viên Helenio Herrera gia nhập Inter từ Barcelona, mang theo tiền vệ Luis Suárez, người đã giành giải Cầu thủ xuất sắc nhất châu Âu cùng năm nhờ vai trò trong cú đúp La Liga/Fairs Cup của Barcelona. Ông đã biến Inter trở thành một trong những đội bóng vĩ đại nhất châu Âu. Ông đã sửa đổi chiến thuật 5–3–2 được gọi là "Verrou" ("chốt cửa") để tạo ra sự linh hoạt hơn cho các đợt phản công. Hệ thống catenaccio được phát minh bởi một huấn luyện viên người Áo, Karl Rappan. Hệ thống ban đầu của Rappan được triển khai với bốn hậu vệ cố định, chơi theo một hệ thống kèm người nghiêm ngặt, cộng với một tiền vệ điều tiết giữa sân, người chơi bóng cùng với hai tiền vệ lệch cánh. Herrera đã sửa đổi nó bằng cách thêm một hậu vệ thứ năm, hậu vệ quét hoặc libero phía sau hai trung vệ. Hậu vệ quét hoặc libero đóng vai trò là người tự do sẽ đối phó với bất kỳ cầu thủ tấn công nào vượt qua hai trung vệ. Inter về thứ ba tại Serie A trong mùa giải đầu tiên, thứ hai vào năm sau và vô địch trong mùa thứ ba. Sau đó là hai chiến thắng liên tiếp tại Cúp C1 châu Âu vào các năm 1964 và 1965, mang về cho ông danh hiệu "il Mago" ("Pháp sư"). Nòng cốt trong đội của Herrera là các hậu vệ cánh chơi dâng cao tấn công Tarcisio Burgnich và Giacinto Facchetti, hậu vệ quét Armando Picchi, cầu thủ kiến tạo lối chơi Suárez, tiền vệ cánh Jair, tiền vệ trái Mario Corso và Sandro Mazzola, người chơi ở cánh phải.

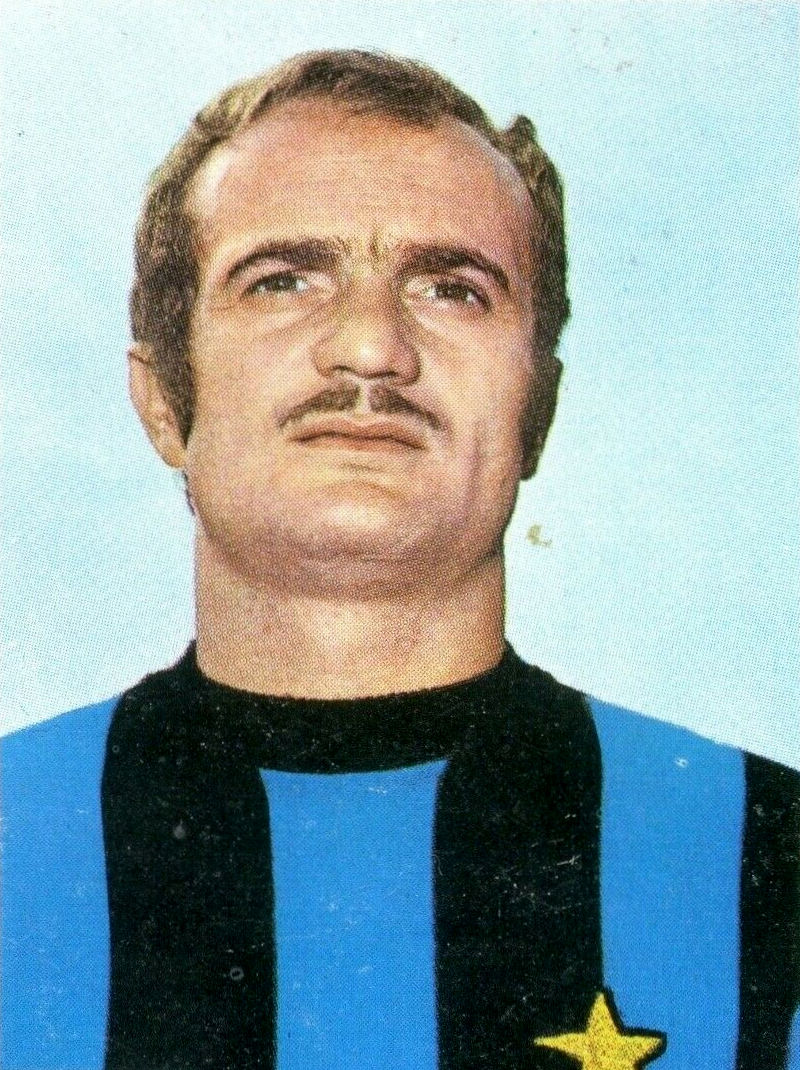
Sandro Mazzola chơi cho đội Inter rất thành công được nhớ đến với cái tên "La Grande Inter", trong những năm 1960.

Năm 1964, Inter lọt vào Chung kết Cúp C1 châu Âu khi đánh bại Borussia Dortmund ở bán kết và Partizan ở tứ kết. Trong trận chung kết, họ gặp Real Madrid, đội đã lọt vào bảy trong số chín trận chung kết cho đến thời điểm đó. Mazzola ghi hai bàn trong chiến thắng 3–1, và sau đó đội đã giành được Cúp Liên lục địa trước Independiente. Một năm sau, Inter lặp lại kỳ tích khi đánh bại đội từng hai lần vô địch Benfica trong trận chung kết được tổ chức trên sân nhà, nhờ bàn thắng của Jair, và sau đó một lần nữa đánh bại Independiente ở Cúp Liên lục địa. Năm 1967, khi Suárez dính chấn thương, Inter thua 1–2 trong trận Chung kết cúp C1 trước Celtic. Trong năm đó, câu lạc bộ đổi tên thành Football Club Internazionale Milano.

### Những thành tựu tiếp theo (1967–1991)

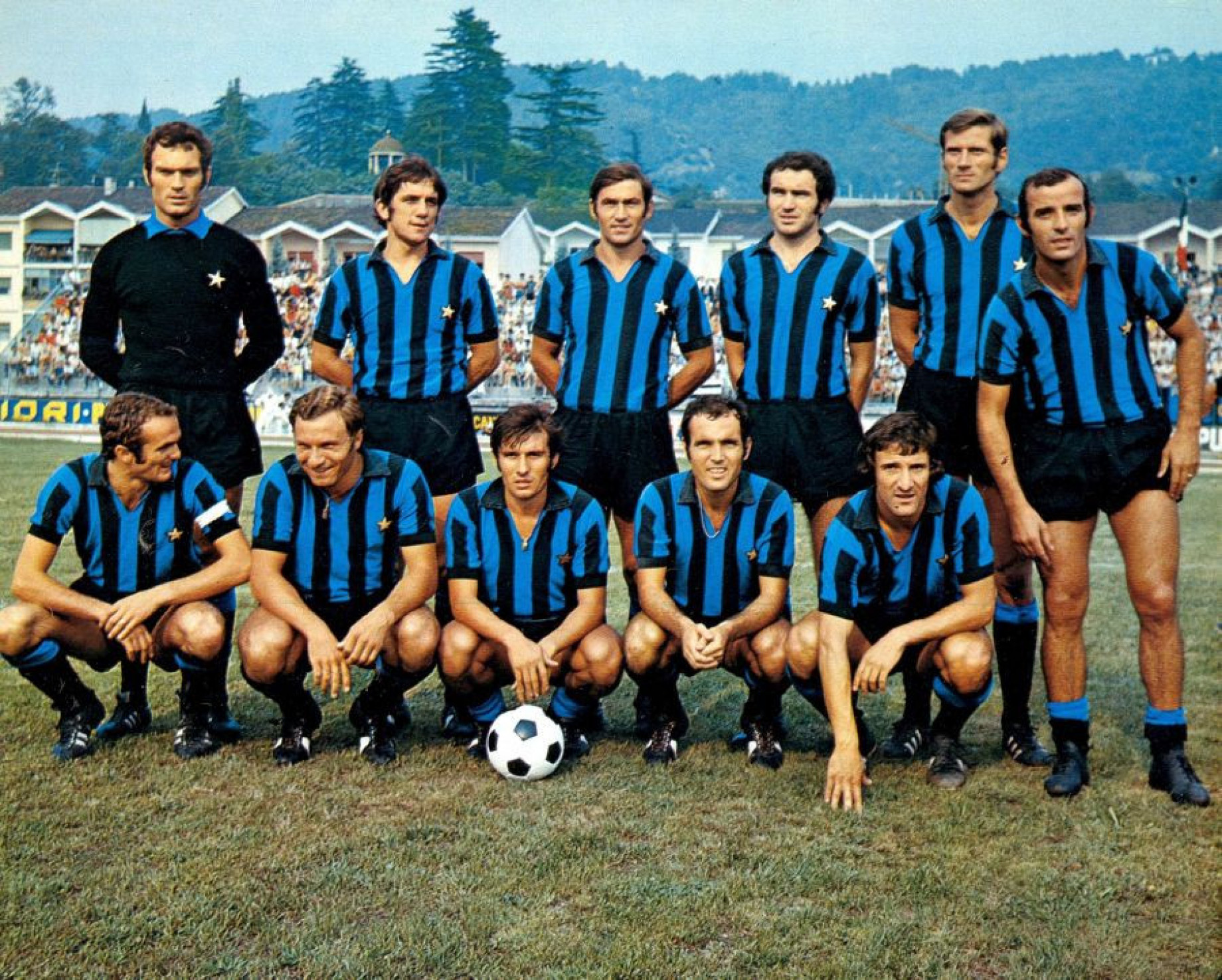
Đội hình thi đấu của Inter Milan khi giành Scudetto mùa giải 1970–71

Sau kỷ nguyên vàng của những năm 1960, Inter đã giành được chức vô địch giải đấu thứ 11 vào năm 1971 và lần thứ 12 vào năm 1980. Inter đã bị đánh bại lần thứ hai sau 5 năm trong trận chung kết Cúp C1 châu Âu, thua 0–2 trước Ajax của Johan Cruyff vào năm 1972. Trong suốt những năm 1970 và 1980, Inter cũng đã thêm hai Coppa Italia vào danh sách của mình, vào các năm 1977–78 và 1981–82.
Thập niên 80 của thế kỷ 20, Inter thành công với các cầu thủ người Đức trong đội hình. Hansi Müller (1975–1982 VfB Stuttgart, 1982–1984 Inter Milan) và Karl-Heinz Rummenigge (1974–1984 Bayern Munich, 1984–1987 Inter Milan) chơi cho Inter Milan. Được dẫn dắt bởi bộ đôi người Đức Andreas Brehme và Lothar Matthäus, và Ramón Díaz người Argentina, Inter đã giành chức vô địch Serie A năm 1989. Inter đã không thể bảo vệ danh hiệu của mình mặc dù đã bổ sung đồng hương người Đức Jürgen Klinsmann vào đội và giành được Siêu cúp Ý đầu tiên vào đầu mùa giải.

### Giai đoạn hỗn loạn (1991–2004)
Những năm 1990 là một thời kỳ thất vọng. Trong khi các đối thủ lớn của họ là Milan và Juventus đang đạt được thành công ở cả trong nước và châu Âu, thì Inter lại bị bỏ lại phía sau, với nhiều kết quả tầm thường trên bảng xếp hạng giải quốc nội, tệ nhất của họ là vào mùa giải 1993–94 khi họ chỉ cách khu vực xuống hạng đúng một điểm. Tuy nhiên, họ đã đạt được một số thành công ở châu Âu với ba lần vô địch UEFA Cup vào các năm 1991, 1994 và 1998.
Với sự tiếp quản của Massimo Moratti từ Ernesto Pellegrini vào năm 1995, Inter đã hai lần phá kỷ lục thế giới về phí chuyển nhượng trong giai đoạn này (19,5 triệu bảng cho Ronaldo từ Barcelona năm 1997 và 31 triệu bảng cho Christian Vieri từ Lazio hai năm sau đó). Tuy nhiên, những năm 1990 vẫn là thập kỷ duy nhất trong lịch sử của Inter mà họ không giành được chức vô địch Serie A nào. Đối với những người hâm mộ Inter, thật khó để tìm ra ai là người chịu trách nhiệm cụ thể trong thời điểm khó khăn và điều này dẫn đến sự lạnh nhạt giữa họ với chủ tịch, huấn luyện viên và thậm chí một số cá nhân cầu thủ.

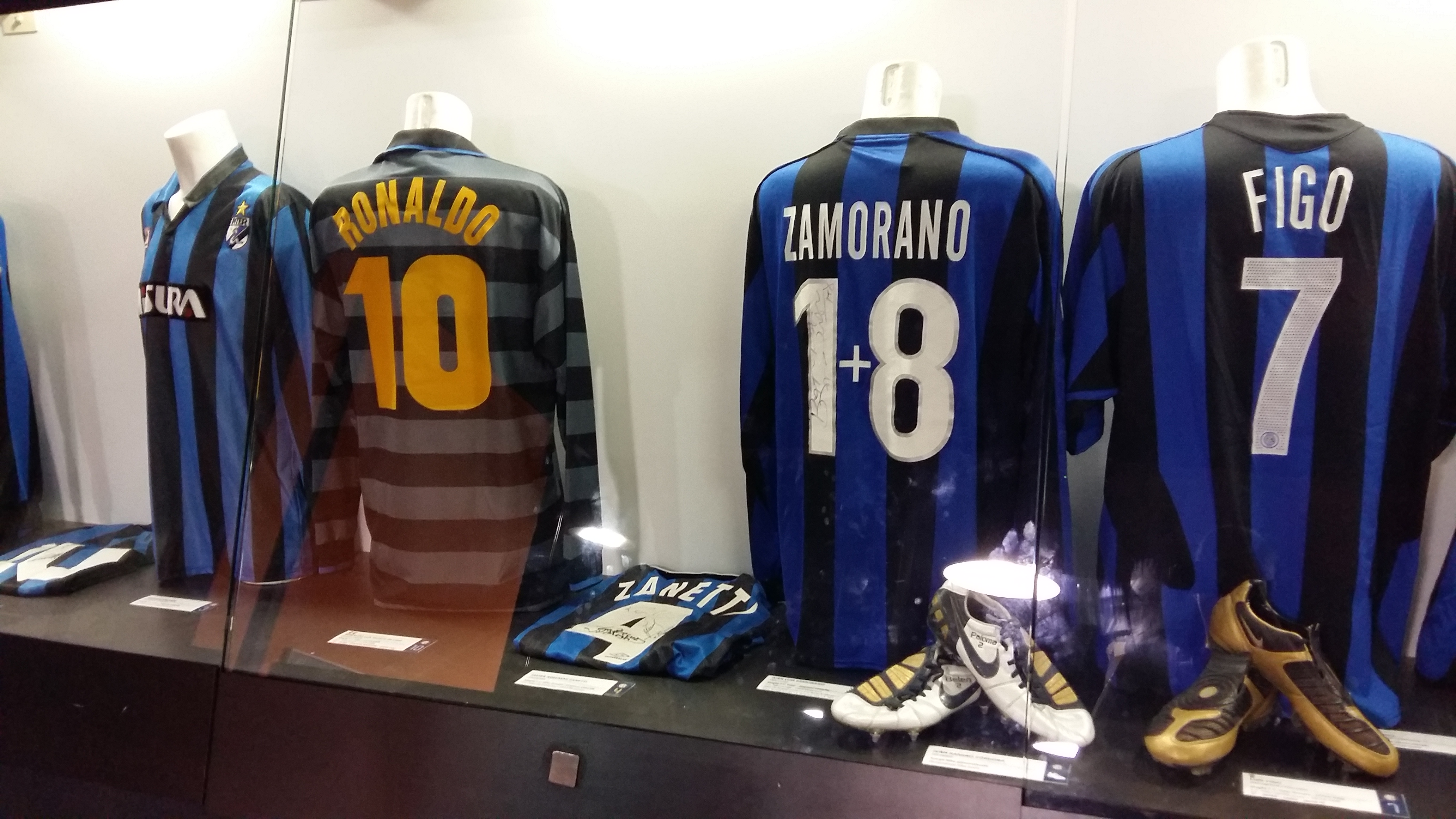
Áo đấu của Ronaldo (số 10), Zamorano (1+8) và Figo (7) ở bảo tàng San Siro

Moratti sau đó đã trở thành mục tiêu chỉ trích của người hâm mộ, đặc biệt là khi ông sa thải huấn luyện viên rất được yêu mến Luigi Simoni chỉ sau một vài trận đấu ở mùa giải 1998–99, khi vừa nhận giải thưởng huấn luyện viên người Ý của năm 1998 một ngày trước khi bị sa thải. Mùa giải đó, Inter lần đầu tiên không thể được tham dự bất kỳ giải đấu châu Âu nào sau gần mười năm, khi kết thúc mùa giải ở vị trí thứ tám.
Mùa giải tiếp theo, Moratti bổ nhiệm cựu huấn luyện viên Juventus Marcello Lippi, và ký hợp đồng với những cầu thủ như Angelo Peruzzi và Laurent Blanc cùng với các cựu cầu thủ Juventus khác là Vieri và Vladimir Jugović. Đội đã tiến gần đến thành công trong nước đầu tiên kể từ năm 1989 khi họ lọt vào trận chung kết Coppa Italia rồi để thua Lazio.
Những bất hạnh của Inter tiếp tục diễn ra ở mùa giải tiếp theo, thua trận Supercoppa Italiana 2000 trước Lazio với tỷ số 4–3 sau khi vượt lên dẫn trước nhờ công của tân binh Robbie Keane. Họ cũng bị loại ở vòng sơ loại Champions League bởi câu lạc bộ Thụy Điển Helsingborgs IF, với việc Álvaro Recoba bỏ lỡ một quả phạt đền quan trọng ở cuối trận. Lippi bị sa thải chỉ sau một trận đấu duy nhất của mùa giải mới sau thất bại đầu tiên tại Serie A của Inter trước Reggina. Marco Tardelli, được chọn để thay thế Lippi, không cải thiện được kết quả và được người hâm mộ Inter nhớ đến với tư cách là huấn luyện viên đã thua 6–0 trong trận derby thành phố với Milan. Các thành viên khác của "gia đình" Inter trong giai đoạn này đã phải chịu đựng sự thịnh nộ của người hâm mộ là Vieri và Fabio Cannavaro, cả hai đều có nhà hàng của họ ở Milan và bị phá hoại sau thất bại trước Rossoneri.
Năm 2002, Inter không chỉ lọt vào bán kết UEFA Cup mà còn chỉ cách chức vô địch Scudetto 45 phút khi họ cần duy trì lợi thế dẫn trước một bàn trước Lazio. Inter đã dẫn trước 2–1 chỉ sau 24 phút. Lazio gỡ hòa trong thời gian bù giờ của hiệp một và sau đó ghi thêm hai bàn nữa trong hiệp hai để mang về chiến thắng chung cuộc giúp Juventus lên ngôi vô địch. Mùa giải tiếp theo, Inter kết thúc với vị trí á quân giải đấu và cũng lọt vào bán kết Champions League 2002–03 gặp Milan, thua do luật bàn thắng sân khách.

### Sự trở lại và cú ăn ba chưa từng có (2004–2011)

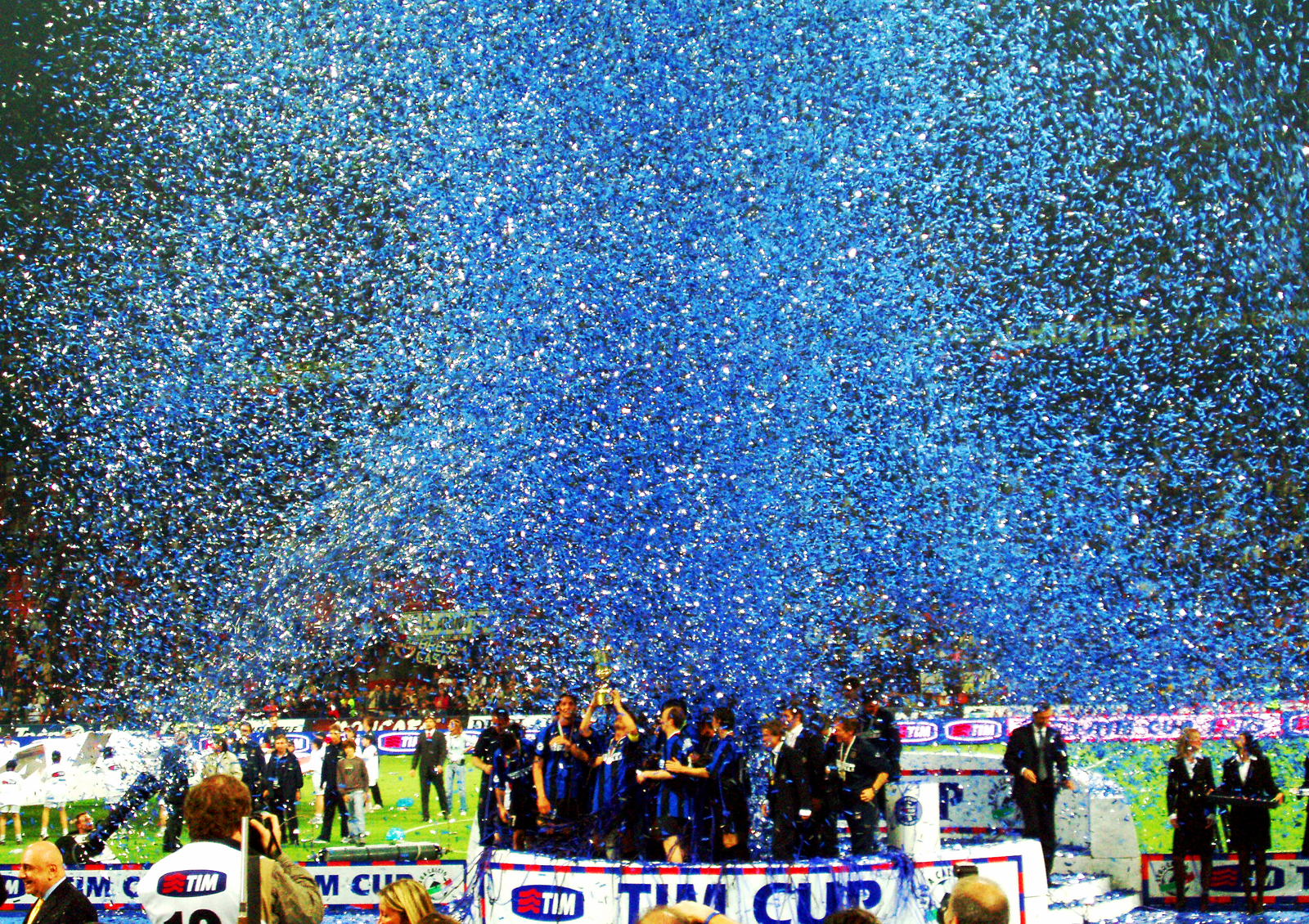
Inter vô địch Coppa Italia 2004–05, đánh bại A.S. Roma.

Vào ngày 8 tháng 7 năm 2004, Inter bổ nhiệm cựu huấn luyện viên của Lazio Roberto Mancini làm huấn luyện viên trưởng mới. Trong mùa giải đầu tiên của mình, đội đã giành 72 điểm sau 18 trận thắng, 18 trận hòa và chỉ thua hai trận, đồng thời giành được Coppa Italia và sau đó là Supercoppa Italiana. Vào ngày 11 tháng 5 năm 2006, Inter một lần nữa giành được danh hiệu Coppa Italia sau khi đánh bại Roma với chiến thắng chung cuộc 4–1 (tỷ số 1–1 tại Rome và thắng 3–1 tại San Siro).
Inter đã được trao lại chức vô địch Serie A 2005–06 sau khi Juventus xuống hạng và Milan bị tước điểm do vụ bê bối Calciopoli. Trong mùa giải tiếp theo, Inter đã phá kỷ lục 17 chiến thắng liên tiếp ở Serie A, bắt đầu từ ngày 25 tháng 9 năm 2006 với chiến thắng 4–1 trên sân nhà trước Livorno, và kết thúc vào ngày 28 tháng 2 năm 2007, sau trận hòa 1–1 trên sân nhà trước Udinese. Vào ngày 22 tháng 4 năm 2007, Inter giành Scudetto lần thứ hai liên tiếp — và lần đầu tiên trên sân này kể từ năm 1989 — khi họ đánh bại Siena 2–1 tại Stadio Artemio Franchi. Hậu vệ người Ý vô địch World Cup Marco Materazzi ghi cả hai bàn thắng.
Inter bắt đầu mùa giải 2007–08 với mục tiêu vô địch cả Serie A và Champions League. Đội đã khởi đầu tốt ở giải đấu, đứng đầu bảng ngay từ lượt trận đầu tiên, đồng thời giành quyền vào vòng loại trực tiếp Champions League. Tuy nhiên, sự suy giảm phong độ, dẫn đến thất bại 2–0 với mười người trước Liverpool vào ngày 19 tháng 2 tại Champions League, đã đặt ra câu hỏi về tương lai của huấn luyện viên Roberto Mancini tại Inter trong khi phong độ trong nước thay đổi rõ rệt với việc đội không thắng trong ba trận Serie A sau đó. Sau khi bị Liverpool loại ở Champions League, Mancini tuyên bố ý định rời bỏ công việc của mình ngay lập tức rồi đổi ý vào ngày hôm sau. Vào ngày cuối cùng của mùa giải Serie A 2007–08, Inter chơi trên sân khách Parma, và hai bàn thắng của Zlatan Ibrahimović đã ấn định chức vô địch thứ ba liên tiếp của họ. Tuy nhiên, Mancini đã bị sa thải ngay sau đó do tuyên bố rời câu lạc bộ trước đó.

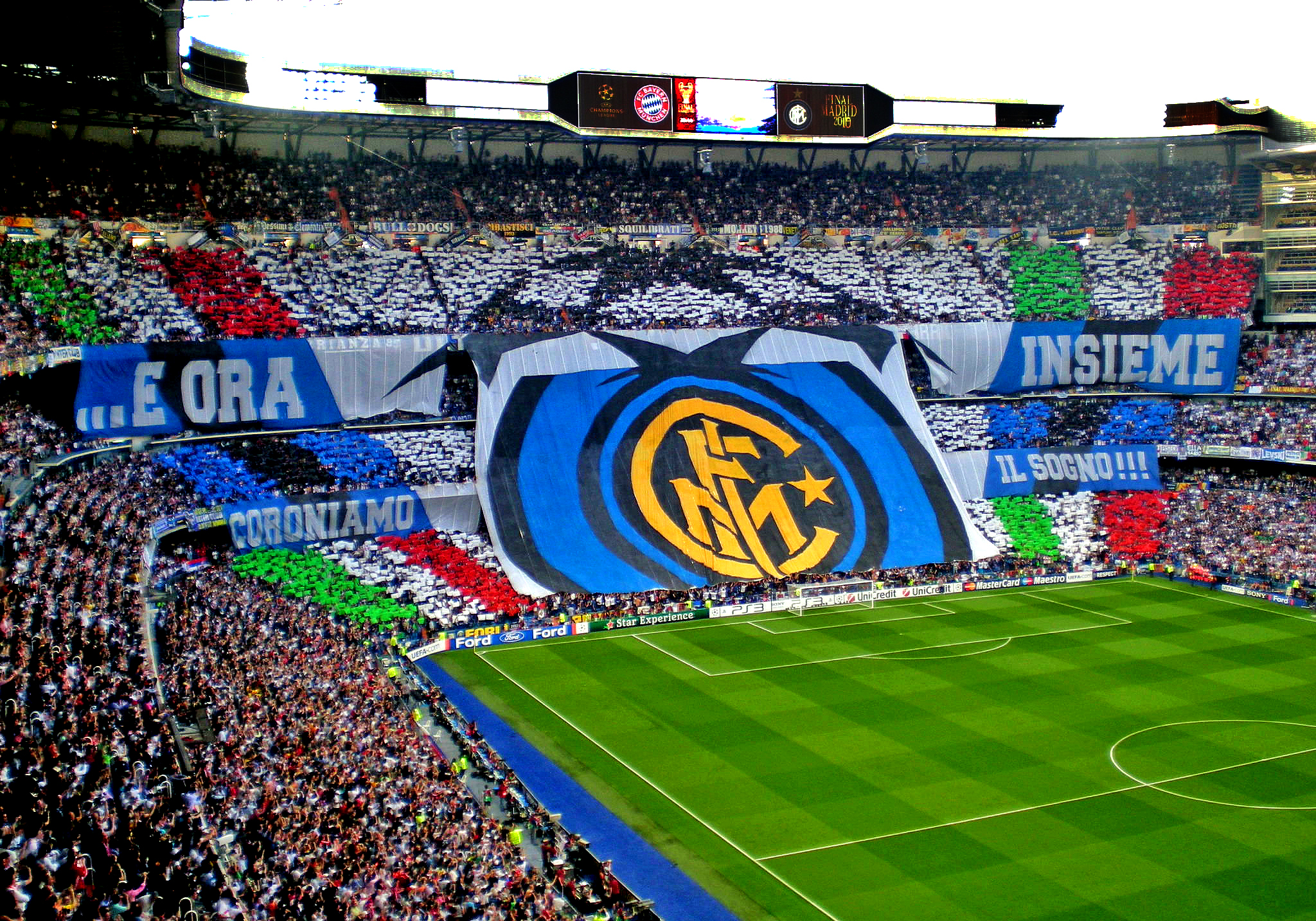
Cổ động viên Inter trong trận chung kết UEFA Champions League 2010 tại Santiago Bernabéu. Giành chiến thắng trong trận chung kết, Inter trở thành đội Ý đầu tiên giành được cú ăn ba đồng thời giành được chức vô địch Serie A và Coppa Italia.

Vào ngày 2 tháng 6 năm 2008, Inter đã bổ nhiệm cựu huấn luyện viên trưởng Porto và Chelsea José Mourinho làm huấn luyện viên trưởng mới. Trong mùa giải đầu tiên của mình, Nerazzurri đã giành được Suppercoppa Italiana và danh hiệu vô địch quốc gia thứ tư liên tiếp, mặc dù đã thất bại ở Champions League ở vòng loại trực tiếp đầu tiên trong năm thứ ba liên tiếp, thua đội bóng vào chung kết Manchester United. Khi giành chức vô địch, Inter đã trở thành câu lạc bộ đầu tiên trong 60 năm qua giành được danh hiệu này lần thứ tư liên tiếp và cùng với Torino và Juventus là những câu lạc bộ duy nhất đạt được thành tích này, cũng như là câu lạc bộ đầu tiên có trụ sở bên ngoài Turin.
Inter vô địch Champions League 2009–10, đánh bại đương kim vô địch Barcelona trong trận bán kết trước khi đánh bại Bayern Munich 2–0 trong trận chung kết với hai bàn thắng từ Diego Milito. Inter cũng giành chức vô địch Serie A 2009–10 khi hơn Roma hai điểm, và Coppa Italia 2010 khi đánh bại đội bóng này với tỷ số 1–0 trong trận chung kết. Điều này khiến Inter trở thành đội bóng Ý đầu tiên giành được cú ăn ba. Cuối mùa giải, Mourinho rời đội để dẫn dắt Real Madrid; ông được thay thể bởi Rafael Benítez.
Vào ngày 21 tháng 8 năm 2010, Inter đánh bại Roma 3–1 và giành Siêu cúp bóng đá Ý 2010, chiếc cúp thứ tư trong năm của họ. Vào tháng 12 năm 2010, họ lần đầu tiên giành được FIFA Club World Cup sau chiến thắng 3–0 trước TP Mazembe trong trận chung kết. Tuy nhiên, sau trận thắng này, vào ngày 23 tháng 12 năm 2010, do phong độ sa sút ở Serie A, đội bóng đã sa thải Benítez. Ông được thay thế bởi Leonardo vào ngày hôm sau.
Leonardo khởi đầu với 30 điểm sau 12 trận, trung bình 2,5 điểm mỗi trận, tốt hơn những người tiền nhiệm Benítez và Mourinho. Vào ngày 6 tháng 3 năm 2011, Leonardo lập kỷ lục Serie A mới của Ý khi thu về 33 điểm sau 13 trận; kỷ lục trước đó là 32 điểm sau 13 trận do Fabio Capello lập ở mùa giải 2004–05. Leonardo đã dẫn dắt câu lạc bộ đến tứ kết Champions League trước khi thua Schalke 04, và đưa họ đến danh hiệu Coppa Italia. Tuy nhiên, vào cuối mùa giải, ông từ chức và theo sau là những huấn luyện viên mới Gian Piero Gasperini, Claudio Ranieri và Andrea Stramaccioni, tất cả đều được thuê trong mùa giải tiếp theo.

### Thoái trào và thay đổi chủ sở hữu (2011–2019)
Vào ngày 1 tháng 8 năm 2012, câu lạc bộ thông báo rằng Moratti sẽ bán cổ phần thiểu số của câu lạc bộ cho một tập đoàn Trung Quốc do Kenneth Huang đứng đầu. Cùng ngày, Inter công bố một thỏa thuận đã được thành lập với China Railway Construction Corporation Limited cho một dự án sân vận động mới, tuy nhiên, thỏa thuận với người Trung Quốc cuối cùng đã sụp đổ. Mùa giải 2012–13 là mùa giải tồi tệ nhất trong lịch sử câu lạc bộ gần đây với việc Inter đứng thứ 9 tại Serie A và không đủ điều kiện tham dự bất kỳ giải đấu châu Âu nào. Walter Mazzarri được bổ nhiệm thay thế Stramaccioni làm huấn luyện viên cho mùa giải 2013–14 vào ngày 24 tháng 5 năm 2013, sau khi kết thúc nhiệm kỳ của mình tại Napoli. Mazzari đã dẫn dắt câu lạc bộ đến vị trí thứ năm tại Serie A và đến vòng loại UEFA Europa League 2014–15.

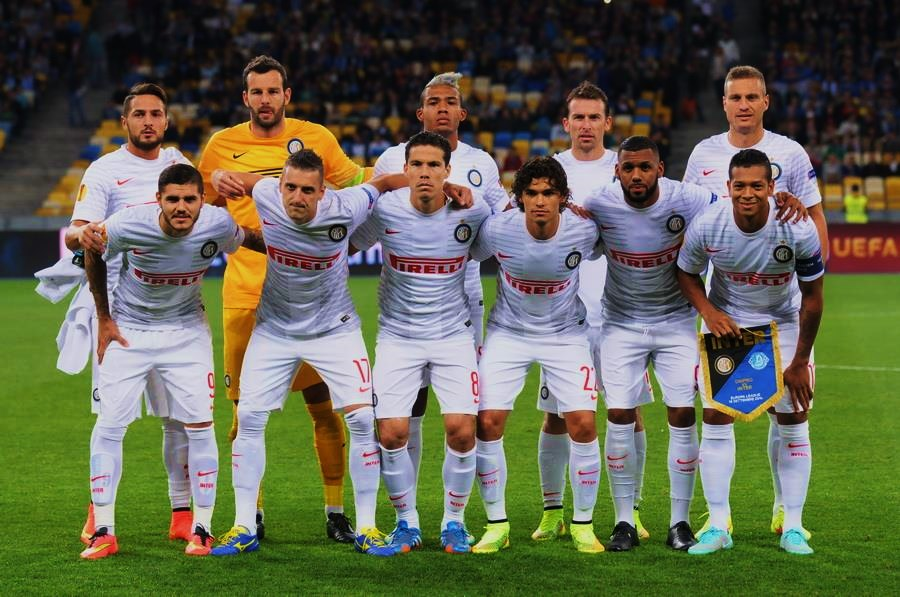
Inter xếp hàng trước trận đấu tại Europa League gặp FC Dnipro vào ngày 18 tháng 9 năm 2014

Vào ngày 15 tháng 10 năm 2013, một tập đoàn Indonesia (International Sports Capital HK Ltd.) do Erick Thohir, Handy Soetedjo và Rosan Roeslani đứng đầu, đã ký thỏa thuận mua 70% cổ phần của Inter từ Internazionale Holding S.r.l. Sau khi thương vụ hoàn tất, Internazionale Holding S.r.l của nhà Moratti vẫn giữ 29.5% cổ phần tại Inter Milan. Sau thương vụ này, cổ phần của Inter thuộc sở hữu của một chuỗi các công ty cổ phần, đó là International Sports Capital S.p.A. of Italy (với 70% cổ phần), International Sports Capital HK Limited and Asian Sports Ventures HK Limited of Hong Kong. Asian Sports Ventures HK Limited, bản thân nó là một công ty cổ phần trung gian khác, được sở hữu bởi Nusantara Sports Ventures HK Limited (60% cổ phần, một công ty thuộc sở hữu của Thohir), Alke Sports Investment HK Limited (20% stake) và Aksis Sports Capital HK Limited (20 % cổ phần).
Thohir, người đồng sở hữu câu lạc bộ Major League Soccer (MLS) D.C. United và câu lạc bộ Indonesia Super League (ISL) Persib Bandung, đã thông báo vào ngày 2 tháng 12 năm 2013 rằng Inter và D.C. United đã thiết lập đối tác chiến lược. Trong thời kỳ Thohir, câu lạc bộ bắt đầu sửa đổi cơ cấu tài chính của mình từ cơ cấu phụ thuộc vào đầu tư liên tục của chủ sở hữu sang mô hình kinh doanh tự duy trì bền vững mặc dù vậy câu lạc bộ vẫn vi phạm Luật công bằng tài chính của UEFA năm 2015. Câu lạc bộ đã bị phạt và bị cắt giảm đội hình khi tham giự các giải đấu của UEFA. Trong thời gian này, Roberto Mancini trở lại với tư cách là huấn luyện viên câu lạc bộ vào ngày 14 tháng 11 năm 2014, khi Inter đứng thứ tám trên bảng xếp hạng Serie A. Inter kết thúc mùa giải 2015–16 ở vị trí thứ tư, không thể trở lại Champions League.
Vào ngày 6 tháng 6 năm 2016, Suning Holdings Group (thông qua công ty con Great Horizon S.á r.l. có trụ sở tại Luxembourg) một công ty thuộc sở hữu của Trương Cận Đông, đồng sáng lập và chủ tịch của Suning Commerce Group, đã mua lại phần lớn cổ phần của Inter từ tập đoàn International Sports Capital S.p.A. của Thohir và từ số cổ phần còn lại của gia đình Moratti trong Internazionale Holding S.r.l. Theo nhiều hồ sơ khác nhau, tổng số tiền đầu tư từ Suning là 270 triệu euro. Thỏa thuận đã được thông qua bởi một cuộc họp đại hội cổ đông bất thường vào ngày 28 tháng 6 năm 2016, từ đó Tập đoàn Suning Holdings đã mua 68,55% cổ phần của câu lạc bộ.
Tuy nhiên, mùa giải đầu tiên của chủ sở hữu mới bắt đầu với thành tích kém cỏi trong các trận giao hữu trước mùa giải. Vào ngày 8 tháng 8 năm 2016, Inter chia tay huấn luyện viên trưởng Roberto Mancini theo sự đồng thuận của cả hai do có những bất đồng không thể giải quyết liên quan đến hướng đi của câu lạc bộ. Ông được thay thế bởi Frank de Boer người sau đó đã bị sa thải vào ngày 1 tháng 11 năm 2016 sau khi dẫn dắt Inter với thành tích thắng 4–hòa 2–thua 5 trong 11 trận Serie A với tư cách là huấn luyện viên trưởng. Người kế nhiệm, Stefano Pioli, đã không cứu được đội bóng khỏi kết quả vòng bảng tệ nhất trong các giải đấu thuộc UEFA trong lịch sử câu lạc bộ. Bất chấp chuỗi 8 trận toàn thắng cuối giải, Pioli và câu lạc bộ đã chia tay nhau trước khi mùa giải kết thúc khi rõ ràng là họ sẽ đứng ngoài top 3 của giải đấu trong mùa giải thứ sáu liên tiếp. Vào ngày 9 tháng 6 năm 2017, cựu huấn luyện viên của Roma Luciano Spalletti được bổ nhiệm làm huấn luyện viên của Inter, ký hợp đồng hai năm, và 11 tháng sau, Inter đã giành được một suất tham dự vòng bảng UEFA Champions League sau sáu năm không tham dự Champions League nhờ chiến thắng 3–2 trước Lazio trong trận đấu cuối cùng của Serie A 2017–18. Nhờ thành công này, vào tháng 8, câu lạc bộ đã gia hạn hợp đồng với Spalletti đến năm 2021.
Vào ngày 26 tháng 10 năm 2018, Trương Khang Dương được bổ nhiệm làm chủ tịch mới của câu lạc bộ. Vào ngày 25 tháng 1 năm 2019, câu lạc bộ chính thức thông báo rằng LionRock Capital từ Hong Kong đã đạt được thỏa thuận với International Sports Capital HK Limited, để mua 31,05% cổ phần của họ trong Inter và trở thành cổ đông thiểu số mới của câu lạc bộ. Sau mùa giải Serie A 2018–19, dù Inter xếp thứ 4 nhưng Spalletti vẫn bị sa thải.

### Những thành công gần đây (2019–nay)
Vào tháng 5 năm 2021, công ty đầu tư của Mỹ Oaktree Capital đã cho Inter vay 336 triệu đô la để bù đắp những tổn thất phát sinh trong đại dịch COVID-19.
Vào ngày 31 tháng 5 năm 2019, Inter đã bổ nhiệm cựu huấn luyện viên Juventus và người Ý Antonio Conte làm huấn luyện viên mới của họ, ký hợp đồng ba năm. Vào tháng 9 năm 2019, Trương Khang Dương được bầu vào hội đồng quản trị của Hiệp hội các Câu lạc bộ Châu Âu.
Tại Serie A 2019–20, Inter Milan kết thúc với vị trí á quân khi giành chiến thắng 2–0 trước Atalanta trong trận đấu cuối cùng. Họ cũng lọt vào chung kết UEFA Europa League 2020, thua 3–2 trước Sevilla.
Sau trận hòa của Atalanta trước Sassuolo vào ngày 2 tháng 5 năm 2021, Internazionale đã giành Scudetto sau 11 năm, chấm dứt chuỗi 9 chức vô địch liên tiếp của Juventus. Tuy nhiên, mặc dù giành được vinh quang ở Serie A, Conte đã rời câu lạc bộ theo sự đồng thuận của cả hai vào ngày 26 tháng 5 năm 2021. Sự ra đi được cho là do những bất đồng giữa Conte và hội đồng quản trị về việc chuyển nhượng cầu thủ. Tháng 6 năm 2021, Simone Inzaghi được bổ nhiệm làm người thay thế Conte. Vào ngày 22 tháng 6 năm 2021, Carlo Cottarelli đã ra mắt cổ phần của những người hâm mộ câu lạc bộ Inter Milan với dự án InterSpac. Ngày 8 tháng 8 năm 2021, Romelu Lukaku được bán cho Chelsea F.C. với giá 115 triệu euro, đây là vụ chuyển nhượng bóng đá đắt nhất của một câu lạc bộ bóng đá Ý từ trước đến nay.
Vào ngày 12 tháng 1 năm 2022, Inter vô địch Supercoppa Italiana, đánh bại Juventus 2–1 tại San Siro. Sau khi để đối phương chọc thủng lưới, Inter đã gỡ hòa bằng một quả phạt đền do công của Lautaro Martínez, và trận đấu kết thúc với tỷ số 1–1 trong thời gian quy định. Ở giây cuối cùng của hiệp phụ, Alexis Sánchez đã ghi bàn thắng quyết định sau một sai lầm trong phòng ngự, mang về cho Inter chiếc cúp đầu tiên của mùa giải, cũng là chiếc cúp đầu tiên của Simone Inzaghi trên cương vị huấn luyện viên Inter. Vào ngày 11 tháng 5 năm 2022, Inter đã giành được Coppa Italia đánh bại Juventus 4–2 tại Sân vận động Olimpico. Sau khi thời gian bình thường kết thúc với tỷ số 2–2, với Nicolò Barella và Hakan Çalhanoğlu ghi bàn cho Inter, cú đúp của Ivan Perišić trong hiệp phụ đã giúp Inter giành chiến thắng và danh hiệu thứ hai trong mùa giải. Chiến dịch Serie A 2021–22 chứng kiến Inter cán đích ở vị trí thứ hai, là đội có hàng công ghi nhiều bàn thắng nhất với 84 bàn thắng. Vào ngày 18 tháng 1 năm 2023, Inter giành Supercoppa Italiana, đánh bại Milan 3−0 tại Sân vận động Quốc tế Nhà vua Fahd, nhờ vào các bàn thăng của Federico Dimarco, Edin Džeko, và Lautaro Martinez.
Vào ngày 16 tháng 5 năm 2023, Inter thắng Milan tại bán kết UEFA Champions League 2022–23 và lọt vào trận chung kết, lần đầu tiên họ lọt vào trận chung kết tại UEFA Champions League kể từ năm 2010. Tuy nhiên, họ đã bị đánh bại tại Sân vận động Olympic Atatürk 1−0 bởi Manchester City sau bàn thắng trong hiệp hai của Rodri.
Vào ngày 22 tháng 4 năm 2024, Inter giành danh hiệu Serie A thứ 20 sau khi đánh bại AC Milan 2–1 ngay tại San Siro.
Vào ngày 22 tháng 5 năm 2024, Quỹ đầu tư Oaktree tuyên bố quyền sở hữu Inter Milan theo một thỏa thuận từ trước với Suning Holdings Group liên quan đến khoản vay tháng 5 năm 2021 cho đội bóng để khắc phục các khoản thua lỗ do đại dịch COVID-19. Oaktree tiếp quản Inter sau khi Suning không thể thanh toán số nợ trị giá 395 triệu Euro (428 triệu USD). Bước tiếp quản này được xác nhận bởi Oaktree qua một thông cáo báo chí. Sau đó, chủ sở hữu mới đã thống nhất lựa chọn CEO Giuseppe Marotta lên làm chủ tịch mới của câu lạc bộ.
Mùa giải 2024-2025 là một mùa giải đáng thất vọng của Inter khi có cơ hội giành cú ăn ba thứ hai cho đến tận tháng cuối cùng của mùa giải, tuy nhiên họ đã thất bại ở cả ba mục tiêu chỉ trong vòng một tháng. Ngày 25 tháng 4 năm 2025, Inter dừng bước ở bán kết Coppa Italia với thất bại nặng nề sau hai lượt trận trước kình địch A.C Milan với tổng tỉ số 1-4. Trước đó, Inter cũng bị A.C Milan lội ngược dòng ở trận siêu cúp Supercoppa Italiana với tỉ số 2-3 đầu năm 2025. Đến tháng 5, Inter về nhì tại Serie A sau một cuộc đua căng thẳng kéo dài với Napoli. Ở Champions League, Inter xuất sắc vượt qua vòng đấu loại, vào thẳng vòng 16 đội với việc chỉ để lọt lưới một bàn duy nhất. Họ lần lượt vượt qua Feyenoord và Bayern Munich để tiến vào bán kết gặp Barcelona. Inter đánh bại Barcelona với tổng tỉ số 7-6 sau hai lượt trận. Trong đó trận bán kết lượt về, Inter đã vượt qua Barca theo một kịch bản "điên rồ" với việc Francesco Acerbi và Davide Frattesi lần lượt ghi bàn ở phút bù giờ cuối cùng và trong hiệp phụ, giúp Inter vượt qua Barca để tiến vào trận chung kết, lần thứ bảy trong lịch sử và lần thứ hai trong ba năm. Đối mặt với Paris Saint-Germain ở trận chung kết, Inter đã để thua đậm với tỉ số 0-5. Đây là trận thua đậm nhất trong lịch sử các trận chung kết Cúp C1 châu Âu và UEFA Champions League.
Ba ngày sau thất bại ở trận chung kết, Simone Inzaghi rời Inter sau khi không tiếp tục thỏa thuận gia hạn hợp đồng. Inter bổ nhiệm Cristian Chivu là huấn luyện viên trưởng mới của câu lạc bộ trước khi tham dự FIFA Club Worldcup.

## Màu sắc và huy hiệu

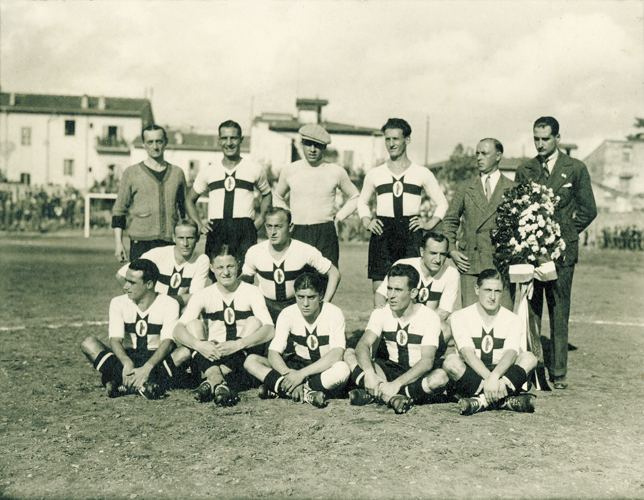
S.S. Ambrosiana trong chiếc áo Crociata trắng và đỏ, 1928–29

Một trong những người sáng lập Inter, họa sĩ Giorgio Muggiani, chịu trách nhiệm thiết kế logo đầu tiên của Inter vào năm 1908. Thiết kế đầu tiên kết hợp các chữ cái "FCIM" ở trung tâm của một loạt các vòng tròn tạo thành huy hiệu của câu lạc bộ. Các yếu tố cơ bản của thiết kế vẫn không thay đổi ngay cả khi có các phiên bản mới hơn được sửa đổi trong nhiều năm. Bắt đầu từ mùa giải 1999–2000, huy hiệu ban đầu của câu lạc bộ đã được giảm kích thước để nhường chỗ cho việc bổ sung tên câu lạc bộ và năm thành lập tương ứng ở phần trên và phần dưới của biểu trưng.
Năm 2007, logo được đưa trở lại thời kỳ trước 1999–2000. Nó có kiểu dáng hiện đại hơn với ngôi sao Scudetto nhỏ hơn và tông màu sáng hơn. Phiên bản này được sử dụng cho đến tháng 7 năm 2014, khi câu lạc bộ quyết định đổi thương hiệu. Sự khác biệt đáng kể nhất giữa logo hiện tại và logo trước đó là việc bỏ ngôi sao khỏi các phương tiện khác ngoại trừ bộ đồng phục thi đấu.
Kể từ khi được thành lập vào năm 1908, Inter hầu như luôn mặc trang phục sọc đen và xanh lam, khiến họ có biệt danh là Nerazzurri. Theo truyền thống, màu sắc được sử dụng để tượng trưng cho bầu trời về đêm: trên thực tế, câu lạc bộ được thành lập vào đêm ngày 9 tháng 3, lúc 23:30; hơn nữa, màu xanh lam được chọn bởi Giorgio Muggiani vì ông coi nó là màu đối lập với màu đỏ, được mặc bởi đối thủ AC Milan.
Tuy nhiên, trong mùa giải 1928–29, Inter buộc phải từ bỏ đồng phục màu xanh đen của họ. Năm 1928, tên gọi và triết lý của Inter khiến Đảng Phát xít cầm quyền không hài lòng; kết quả là trong cùng năm đó, câu lạc bộ có 20 năm tuổi được sáp nhập với Unione Sportiva Milanese thành câu lạc bộ mới được đặt tên là Società Sportiva Ambrosiana theo tên vị thánh bảo hộ của Milan. Cờ của Milan (chữ thập đỏ trên nền trắng) thay thế màu xanh đen truyền thống. Năm 1929, áo thi đấu màu xanh đen được khôi phục và sau Thế chiến thứ hai, khi phe Phát xít mất quyền lực, câu lạc bộ trở lại tên ban đầu. Năm 2008, Inter kỷ niệm 100 năm thành lập bằng hình chữ thập đỏ trên áo đấu sân khách. Cây thánh giá gợi nhớ đến lá cờ của thành phố của họ và họ tiếp tục sử dụng mẫu này trên bộ quần áo thứ ba của mình. Vào năm 2014, câu lạc bộ đã sử dụng bộ quần áo bóng đá sân nhà chủ yếu là màu đen với các sọc mỏng màu xanh lam trước khi quay trở lại thiết kế truyền thống hơn vào mùa giải tiếp theo.
Linh vật thường được sử dụng để đại diện cho câu lạc bộ là  – rắn cỏ, được gọi là Biscione. Con rắn là một biểu tượng quan trọng của thành phố Milan, thường xuất hiện trong huy hiệu của người Milan với hình dạng một con rắn lục cuộn tròn với một người đàn ông trong hàm của nó. Biểu tượng hiện diện trên quốc huy của Nhà Sforza (cai trị nước Ý từ Milan trong thời kỳ Phục Hưng), thành phố Milan, Công quốc Milano lịch sử (một quốc gia 400 năm của Đế quốc La Mã Thần thánh) và Insubria (khu vực lịch sử nằm trong thành phố Milan). Ở mùa giải 2010–11, trang phục thi đấu sân khách của Inter có hình con rắn.

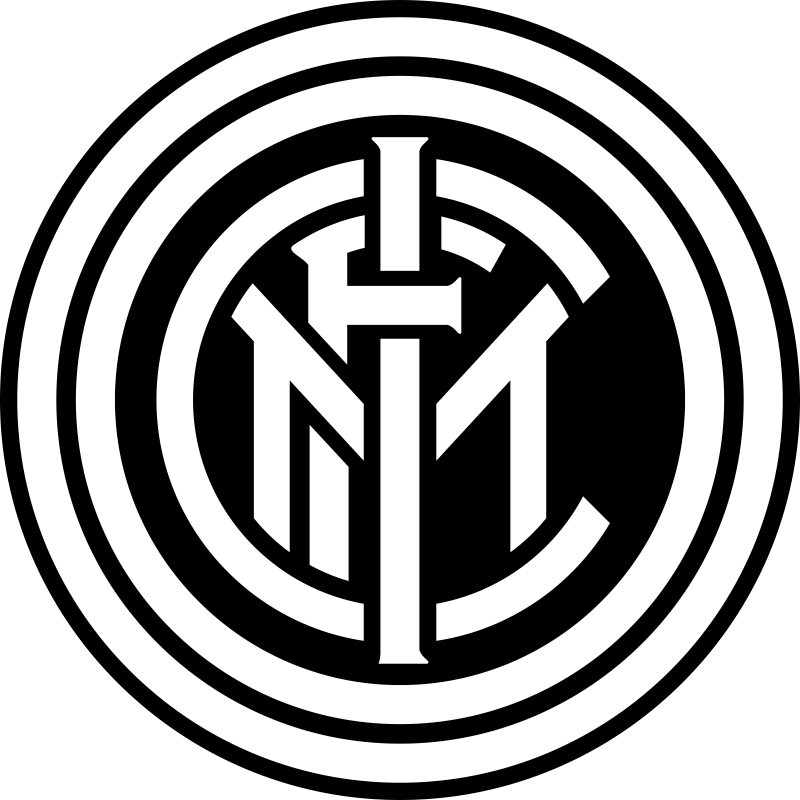
1908–1928
1963–1979
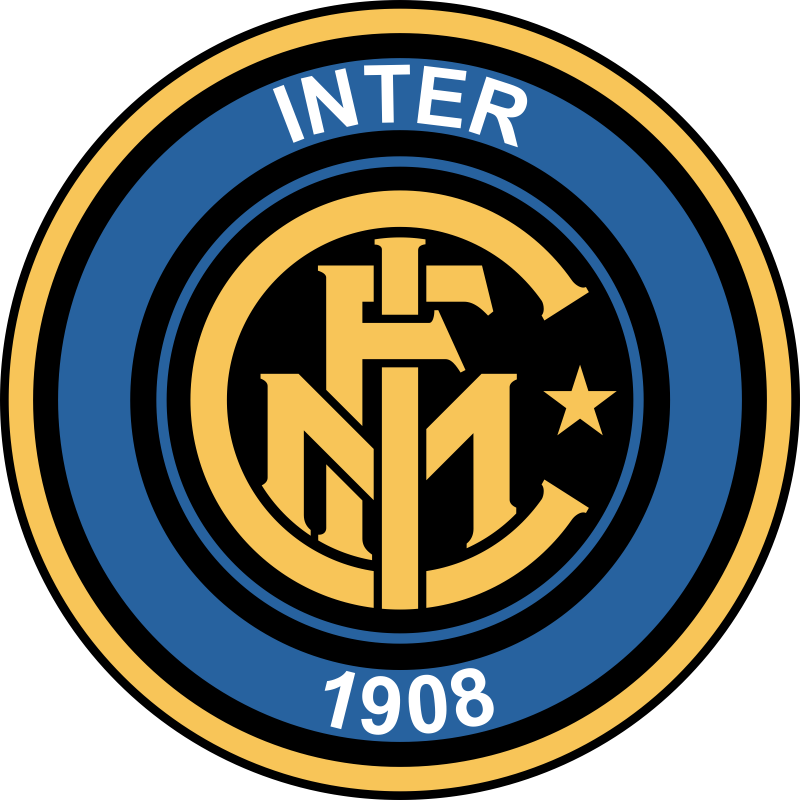
1998–2007
2007–2014
2014–2021
2021–nay

## Sân vận động

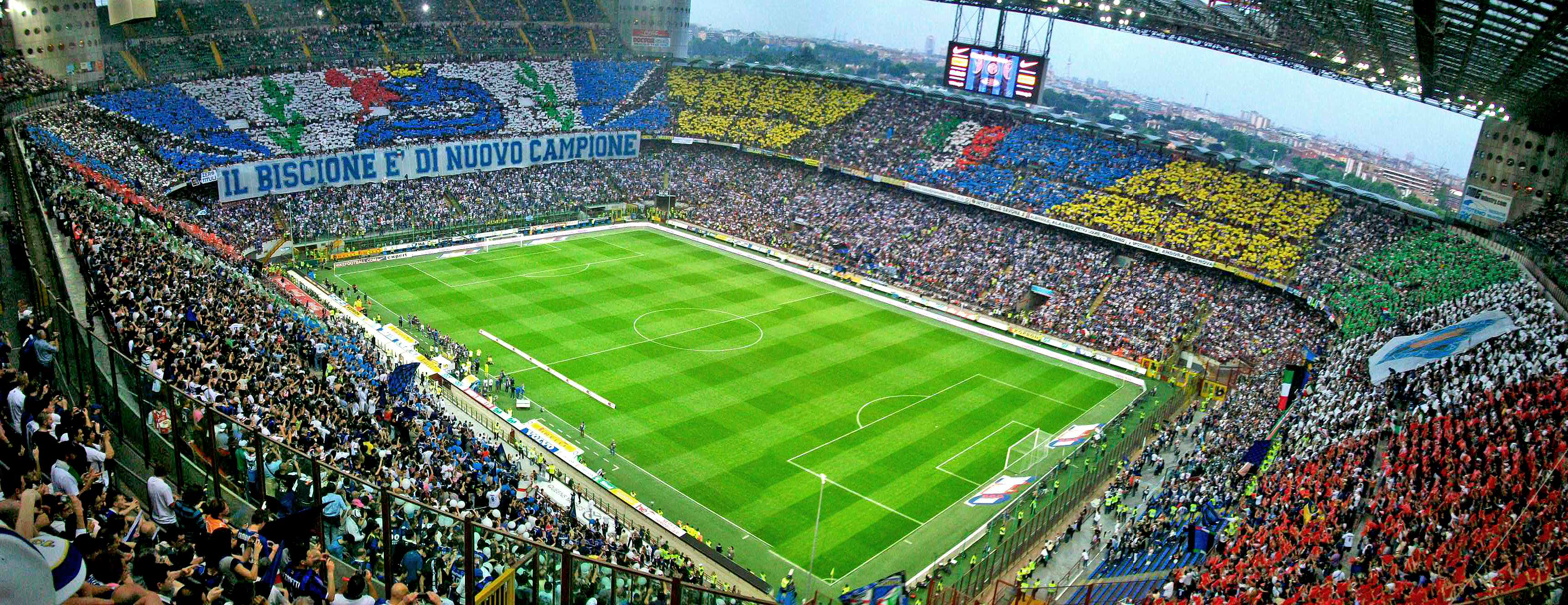
San Siro trong một trận đấu của Inter

Sân vận động của đội là San Siro có sức chứa 75.923 chỗ ngồi, có tên chính thức là sân vận động Giuseppe Meazza theo tên cựu cầu thủ từng đại diện cho cả Milan và Inter. Tên được sử dụng phổ biến hơn, San Siro, là tên của quận nơi nó tọa lạc. San Siro là sân nhà của Milan kể từ năm 1926, khi nó được xây dựng bởi tư nhân với sự tài trợ của chủ tịch AC Milan vào thời điểm đó, Piero Pirelli. Việc xây dựng được thực hiện bởi 120 công nhân và mất 13 tháng rưỡi để hoàn thành. Sân vận động thuộc sở hữu của câu lạc bộ cho đến khi nó được bán cho thành phố vào năm 1935, và kể từ năm 1947, nó được chia sẻ với Inter khi họ được chấp nhận là người thuê chung.
Trận đấu đầu tiên diễn ra tại sân vận động là vào ngày 19 tháng 9 năm 1926, khi Inter đánh bại Milan với tỷ số 6–3 trong một trận giao hữu. Milan chơi trận đầu tiên tại San Siro vào ngày 19 tháng 9 năm 1926, thua 1–2 trước Sampierdarenese. Từ sức chứa ban đầu là 35.000 khán giả, sân vận động đã trải qua một số lần cải tạo lớn. Lần cải tạo cuối cùng là vào cuối năm 2021 để tổ chức trận chung kết UEFA Nations League. Cuộc cải tạo cấu trúc lớn nhất được thực hiện nhân dịp tổ chức Chung kết UEFA Champions League 2016. Sân vận động sẽ được tân trang lại một lần nữa để chuẩn bị cho Milano Cortina 2026.
Dựa trên mô hình sân vận động của Anh, San Siro được thiết kế đặc biệt cho các trận đấu bóng đá, trái ngược với nhiều sân vận động đa năng được sử dụng ở Serie A. Do đó, nó nổi tiếng ở khắp nước Ý vì bầu không khí tuyệt vời trong trận đấu do khán đài gần với sân cỏ.

### Sân vận động Milano mới
Kể từ năm 2012, nhiều đề xuất và dự án khác nhau của Massimo Moratti liên quan đến khả năng xây dựng một sân vận động mới của Inter. Từ tháng 6 đến tháng 7 năm 2019, Inter và AC Milan đã công bố thỏa thuận xây dựng một sân vận động chung mới ở khu vực San Siro. Vào mùa đông năm 2021, Giuseppe Sala, thị trưởng Milan, đã chính thức cho phép xây dựng sân vận động mới bên cạnh San Siro, sân vận động này sẽ bị phá bỏ một phần và tái hoạt động sau Thế vận hội Olympic 2026. Đầu năm 2022, Inter và AC Milan tiết lộ "kế hoạch B" nhằm di dời việc xây dựng sân vận động Milano mới ở Đại Milano, cách xa khu vực San Siro.

## Cổ động viên và đối thủ kình địch
Inter là một trong những câu lạc bộ được ủng hộ nhiều nhất ở Ý, theo một nghiên cứu vào tháng 8 năm 2007 của tờ báo Ý La Repubblica. Trong những năm đầu (cho đến Thế chiến thứ nhất), người hâm mộ Inter từ thành phố Milan thường là tầng lớp trung lưu và thượng lưu, trong khi người hâm mộ Milan thường là tầng lớp lao động. Trong thời gian Massimo Moratti sở hữu, người hâm mộ Inter được nhìn nhận dưới khuynh hướng chính trị cánh tả ôn hòa. Đồng thời trong triều đại của Silvio Berlusconi, cổ động viên AC Milan được nhìn nhận dưới khuynh hướng chính trị ôn hòa/cánh hữu. Ngày nay, những sự phân hóa này đã lỗi thời.
Nhóm ultras truyền thống của Inter là Boys San; họ giữ một vị trí quan trọng trong lịch sử của những ultras nói chung do họ là một trong những nhóm lâu đời nhất, được thành lập vào năm 1969. Về mặt chính trị, một nhóm (Irriducibili) của Inter Ultras là cánh hữu và nhóm này có mối quan hệ với những ultras của Lazio. Ngoài nhóm chính (phi chính trị) của Boys San, còn có năm nhóm quan trọng hơn: Viking (phi chính trị), Irriducibili (cánh hữu), Ultras (phi chính trị), Brianza Alcoolica (phi chính trị) và Imbastisci (cánh tả).
Những người hâm mộ có tiếng nói nhất của Inter thường tập trung ở Curva Nord, là khán đài vòng cung phía Bắc của sân San Siro. Truyền thống lâu đời này đã dẫn đến việc Curva Nord đồng nghĩa với những cổ động viên hết mình nhất của câu lạc bộ, những người giương biểu ngữ và vẫy cờ để ủng hộ đội bóng.

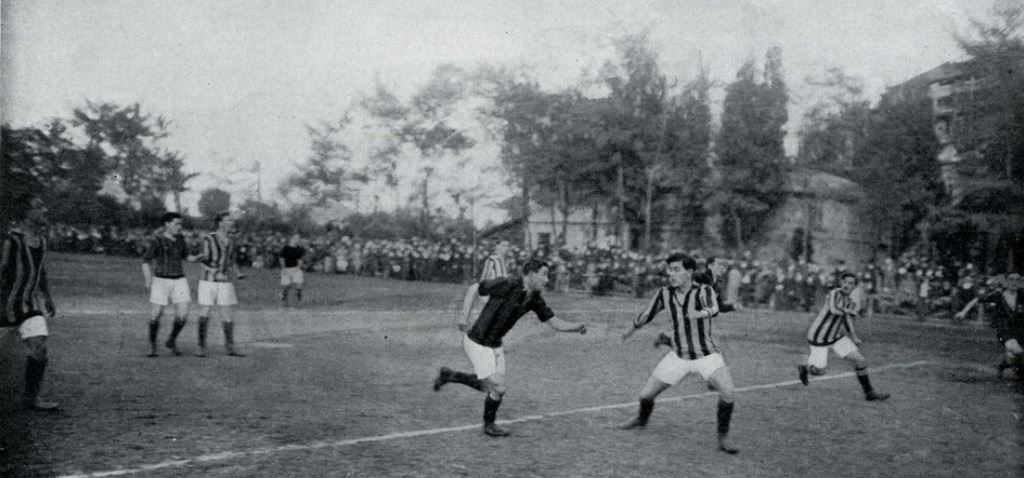
Quang cảnh trận Derby della Madonnina năm 1915

Inter có một số kình địch, hai trong số đó là những đội bóng lớn nhất của bóng đá Ý; thứ nhất, là trận chiến nội bộ Derby della Madonnina với AC Milan; sự kình địch đã tồn tại kể từ khi Inter tách khỏi Milan vào năm 1908. Tên của trận derby đề cập đến đức mẹ Maria, người có bức tượng trên đỉnh Nhà thờ chính tòa Milano là một trong những điểm du lịch chính của thành phố. Trận đấu thường diễn ra trong bầu không khí rất sôi động, với rất nhiều (cả hài hước lẫn khiêu khích) biểu ngữ được trưng ra trước trận đấu. Pháo sáng cũng thường hay được sử dụng, một sự cố dẫn đến việc hủy bỏ trận tứ kết lượt về Champions League 2004–05 giữa Milan và Inter vào ngày 12 tháng 4 sau khi một cổ động viên Inter ném pháo sáng từ khán đài vào vai thủ môn Dida.
Sự đối địch đáng kể khác là với Juventus; trận đấu giữa hai câu lạc bộ được gọi là trận Derby d'Italia. Cho đến khi xảy ra bê bối bóng đá Ý 2006, khiến Juventus phải xuống hạng, hai đội bóng này là những câu lạc bộ Ý duy nhất chưa bao giờ chơi dưới Serie A. Vào những năm 2000, Inter nảy sinh sự cạnh tranh với Roma, đội đã về nhì trước Inter trong năm mùa giải giành Scudetto của Inter từ 2005–06 đến 2009–10. Hai bên cũng đã tranh tài trong năm trận chung kết Coppa Italia và bốn trận chung kết Supercoppa Italiana kể từ năm 2006. Các câu lạc bộ khác, như Atalanta và Napoli, cũng được coi là đối thủ của họ. Cổ động viên của họ thường đi với những biệt danh Interisti, hoặc Nerazzurri.

## Danh hiệu

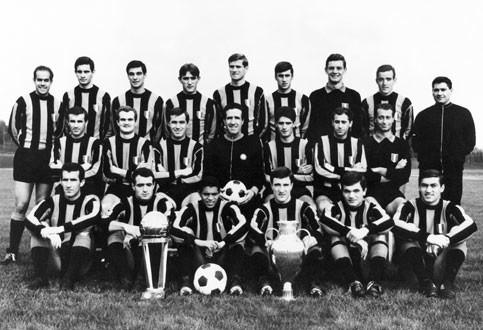
Đội hình Inter vô địch Intercontinental Cup 1965

Inter đã giành được 37 danh hiệu trong nước, bao gồm 20 lần vô địch Serie A, 9 lần vô địch Coppa Italia và 8 lần vô địch Supercoppa Italiana. Từ năm 2006 đến năm 2010, câu lạc bộ đã giành được năm chức vô địch liên tiếp, cân bằng kỷ lục mọi thời đại trước khi Juventus lập kỷ lục mới với chín lần vô địch liên tiếp. Họ đã ba lần vô địch UEFA Champions League: hai lần liên tiếp vào năm 1964 and 1965 và một lần nữa vào năm 2010; trận cuối cùng đã hoàn thành cú ăn ba chưa từng có của Ý với Coppa Italia và Scudetto. Câu lạc bộ cũng đã giành được ba UEFA Europa League, hai Intercontinental Cup và một FIFA Club World Cup.
Inter chưa bao giờ bị xuống hạng khỏi giải đấu hàng đầu của bóng đá Ý trong suốt sự tồn tại của mình. Đây là câu lạc bộ duy nhất đã thi đấu ở Serie A và các giải đấu tiền nhiệm của nó trong mọi mùa giải kể từ khi ra mắt vào năm 1909.
| Loại     | Giải đấu              | Số danh hiệu | Mùa giải |
| -------- | --------------------- | ------------ | --- |
| Quốc nội | Serie A               | 20           | 1909–10, 1919–20, 1929–30, 1937–38, 1939–40, 1952–53, 1953–54, 1962–63, 1964–65, 1965–66 1970–71, 1979–80, 1988–89, 2005–06, 2006–07, 2007–08, 2008–09, 2009–10, 2020–21,2023–24 |
| Quốc nội | Coppa Italia          | 9            | 1938–39, 1977–78, 1981–82, 2004–05, 2005–06, 2009–10, 2010–11, 2021–22, 2022–23                                                                                                  |
| Quốc nội | Supercoppa Italiana   | 8            | 1989, 2005, 2006, 2008, 2010, 2021, 2022, 2023 |
| Châu lục | UEFA Champions League | 3            | 1963–64, 1964–65, 2009–10 |
| Châu lục | UEFA Cup              | 3            | 1990–91, 1993–94, 1997–98 |
| Thế giới | Intercontinental Cup  | 2            | 1964, 1965 |
| Thế giới | FIFA Club World Cup   | 1            | 2010 |

## Thống kê và kỷ lục của câu lạc bộ

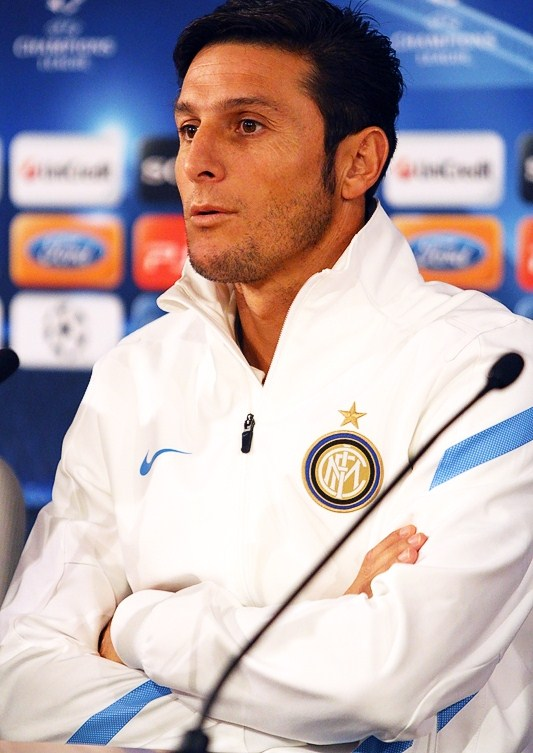
Javier Zanetti đã có kỷ lục 858 lần ra sân cho Internazionale, trong đó có 618 lần ở Serie A.

Javier Zanetti giữ kỷ lục về cả số lần ra sân và số lần ra sân ở Serie A cho Inter, với tổng cộng 858 trận chính thức đã chơi và 618 trận ở Serie A.
Giuseppe Meazza là cây săn bàn hàng đầu mọi thời đại của Inter, với 284 bàn sau 408 trận. Xếp sau anh, ở vị trí thứ hai, là Alessandro Altobelli với 209 bàn sau 466 trận, và Roberto Boninsegna ở vị trí thứ ba, với 171 bàn sau 281 trận.
Helenio Herrera có thời gian cầm quân lâu nhất trên cương vị huấn luyện viên của Inter, với 9 năm (tám liên tiếp) cầm quân, và là huấn luyện viên thành công nhất trong lịch sử Inter với ba Scudetti, hai Cúp C1 châu Âu và hai Cúp liên lục địa. 
José Mourinho, người được bổ nhiệm vào ngày 2 tháng 6 năm 2008, đã hoàn thành mùa giải đầu tiên ở Ý bằng danh hiệu Serie A và Supercoppa Italiana; trong mùa giải thứ hai của ông, ông đã giành "cú ăn ba" đầu tiên trong lịch sử bóng đá Ý: Serie A, Coppa Italia và UEFA Champions League.

## Danh sách cầu thủ

### Đội hình chính
Tính đến ngày 4 tháng 2 năm 2025
Ghi chú: Quốc kỳ chỉ đội tuyển quốc gia được xác định rõ trong điều lệ tư cách FIFA. Các cầu thủ có thể giữ hơn một quốc tịch ngoài FIFA.
| Số | VT | Quốc gia    | Cầu thủ                       |
| -- | -- | ----------- | ----------------------------- |
| 1  | TM | Thụy Sĩ     | Yann Sommer                   |
| 2  | HV | Hà Lan      | Denzel Dumfries               |
| 6  | HV | Hà Lan      | Stefan de Vrij                |
| 7  | TV | Ba Lan      | Piotr Zieliński               |
| 8  | TĐ | Áo          | Marko Arnautović              |
| 9  | TĐ | Pháp        | Marcus Thuram                 |
| 10 | TĐ | Argentina   | Lautaro Martínez (đội trưởng) |
| 11 | TĐ | Argentina   | Joaquín Correa                |
| 12 | TM | Ý           | Raffaele Di Gennaro           |
| 13 | TM | Tây Ban Nha | Josep Martínez                |
| 15 | HV | Ý           | Francesco Acerbi              |
| 16 | TV | Ý           | Davide Frattesi               |

| Số | VT | Quốc gia   | Cầu thủ                            |
| -- | -- | ---------- | ---------------------------------- |
| 20 | TV | Thổ Nhĩ Kỳ | Hakan Çalhanoğlu                   |
| 21 | TV | Albania    | Kristjan Asllani                   |
| 22 | TV | Armenia    | Henrikh Mkhitaryan                 |
| 23 | TV | Ý          | Nicolò Barella (đội phó)           |
| 28 | HV | Pháp       | Benjamin Pavard                    |
| 30 | HV | Brasil     | Carlos Augusto                     |
| 31 | HV | Đức        | Yann Bisseck                       |
| 32 | HV | Ý          | Federico Dimarco                   |
| 36 | HV | Ý          | Matteo Darmian                     |
| 59 | TV | Ba Lan     | Nicola Zalewski (cho mượn từ Roma) |
| 95 | HV | Ý          | Alessandro Bastoni                 |
| 99 | TĐ | Iran       | Mehdi Taremi                       |

### Cho mượn
Tính đến ngày 4 tháng 2 năm 2025
Ghi chú: Quốc kỳ chỉ đội tuyển quốc gia được xác định rõ trong điều lệ tư cách FIFA. Các cầu thủ có thể giữ hơn một quốc tịch ngoài FIFA.
| Số | VT | Quốc gia  | Cầu thủ                                              |
| -- | -- | --------- | ---------------------------------------------------- |
| —  | TM | Serbia    | Filip Stanković (tại Venezia đến 30/6/2025)          |
| —  | HV | Argentina | Franco Carboni (tại Venezia đến 30/6/2025)           |
| —  | HV | Ý         | Alessandro Fontanarosa (tại Carrarese đến 30/6/2025) |
| —  | HV | Argentina | Tomás Palacios (tại Monza đến 30/6/2025)             |
| —  | HV | Ý         | Giacomo Stabile (tại Alcione đến 30/6/2025)          |
| —  | HV | Ý         | Francesco Stante (tại Pergolettese đến 30/6/2025)    |
| —  | HV | Bỉ        | Zinho Vanheusden (tại KV Mechelen đến 30/6/2025)     |
| —  | TV | Nigeria   | Ebenezer Akinsanmiro (tại Sampdoria đến 30/6/2025)   |
| —  | TV | Argentina | Valentín Carboni (tại Marseille đến 30/6/2025)       |
| —  | TV | Ý         | Luca Di Maggio (tại Perugia đến 30/6/2025)           |

| Số | VT | Quốc gia | Cầu thủ                                           |
| -- | -- | -------- | ------------------------------------------------- |
| —  | TV | Pháp     | Issiaka Kamate (tại AVS đến 30/6/2025)            |
| —  | TV | Serbia   | Aleksandar Stanković (tại Luzern đến 30/6/2025)   |
| —  | TĐ | Ý        | Francesco Pio Esposito (tại Spezia đến 30/6/2025) |
| —  | TĐ | Ý        | Sebastiano Esposito (tại Empoli đến 30/6/2025)    |
| —  | TĐ | Sénégal  | Amadou Sarr (tại Foggia đến 30/6/2025)            |
| —  | TĐ | Ý        | Enoch Owusu (tại Novara đến 30/6/2025)            |
| —  | TĐ | Uruguay  | Martín Satriano (tại Lens đến 30/6/2025)          |
| —  | TĐ | Ba Lan   | Jan Żuberek (tại Lecco đến 30/6/2025)             |
| —  | TV | Canada   | Tajon Buchanan (tại Villarreal đến 30/6/2025)     |

### Số áo được treo
3 –  Giacinto Facchetti, hậu vệ trái, chơi cho Inter 1960–1978 (di cảo). Số áo này được treo vào ngày 8 tháng 9 năm 2006, bốn ngày sau khi Facchetti qua đời vì bệnh ung thư ở tuổi 64. Cầu thủ cuối cùng mặc áo số 3 là trung vệ người Argentina Nicolás Burdisso, người đã khoác áo số 16 trong phần còn lại của mùa giải.
4 –  Javier Zanetti, tiền vệ phòng ngự, đã chơi 858 trận cho Inter từ năm 1995 đến khi giải nghệ vào mùa hè năm 2014. Vào tháng 6 năm 2014, chủ tịch câu lạc bộ Erick Thohir xác nhận rằng số 4 của Zanetti sẽ được treo vì sự tôn trọng.

## Đội ngũ kỹ thuật

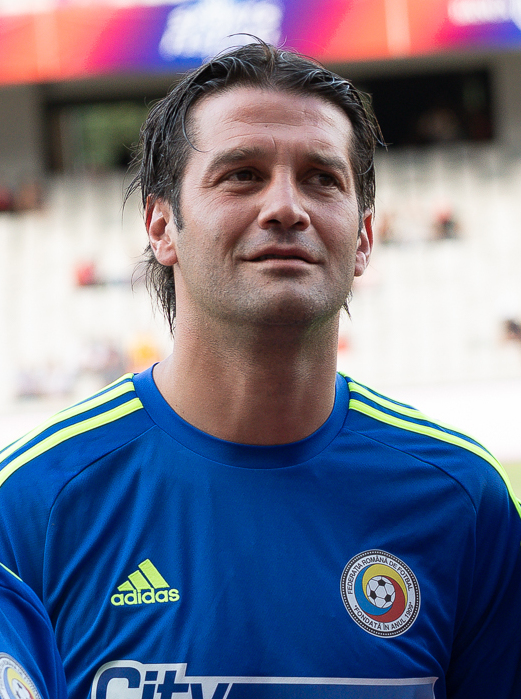
Cristian Chivu là huấn luyện viên hiện tại của câu lạc bộ.

Tính đến  ngày 14 tháng 6 năm 2025
| Vị trí                         | Tên                                                   |
| ------------------------------ | ----------------------------------------------------- |
| Huấn luyện viên trưởng         | Cristian Chivu                                        |
| Huấn luyện viên phó            | Aleksandar Kolarov                                    |
| Trợ lý kỹ thuật                | Mario Cecchi Angelo Palombo Riccardo Rocchini         |
| Huấn luyện viên thể lực        | Stefano Rapetti Maurizio Franchini                    |
| Huấn luyện viên thủ môn        | Gianluca Spinelli Paolo Orlandoni                     |
| Trợ lý phục hồi                | Andrea Belli                                          |
| Trưởng nhóm phân tích trận đấu | Filippo Lorenzon                                      |
| Phân tích trận đấu             | Stefano Castellani Giacomo Toninato Salvatore Rustico |
| Phân tích dữ liệu thể lực      | Marcello Muratore                                     |
| Trưởng bộ phận y tế            | Piero Volpi                                           |
| Bác sĩ đội                     | Claudio Sprenger Alessandro Quaglia Lorenzo Brambilla |
| Chuyên gia vật lý trị liệu     | Leonardo Arici Ramon Cavallin Miro Carli Davide Lama  |
| Chuyên gia dinh dưỡng          | Matteo Pincella                                       |

## Chủ tịch và huấn luyện viên

### Lịch sử chủ tịch
Dưới đây là danh sách các chủ tịch của Inter từ 1908 đến nay.
| Tên                          | Năm       |
| ---------------------------- | --------- |
| Giovanni Paramithiotti       | 1908–1909 |
| Ettore Strauss               | 1909–1910 |
| Carlo de Medici              | 1910–1912 |
| Emilio Hirzel                | 1912–1913 |
| Luigi Ansbacher              | 1913–1914 |
| Giuseppe Visconti di Modrone | 1914–1919 |
| Giorgio Hulss                | 1919–1920 |
| Francesco Mauro              | 1920–1923 |

| Tên                | Năm       |
| ------------------ | --------- |
| Enrico Olivetti    | 1923–1926 |
| Senatore Borletti  | 1926–1929 |
| Ernesto Torrusio   | 1929–1930 |
| Oreste Simonotti   | 1930–1932 |
| Ferdinando Pozzani | 1932–1942 |
| Carlo Masseroni    | 1942–1955 |
| Angelo Moratti     | 1955–1968 |
| Ivanoe Fraizzoli   | 1968–1984 |

| Tên                | Năm       |
| ------------------ | --------- |
| Ernesto Pellegrini | 1984–1995 |
| Massimo Moratti    | 1995–2004 |
| Giacinto Facchetti | 2004–2006 |
| Massimo Moratti    | 2006–2013 |
| Erick Thohir       | 2013–2018 |
| Trương Khang Dương | 2018–2024 |
| Giuseppe Marotta   | 2024–nay  |

### Lịch sử huấn luyện viên

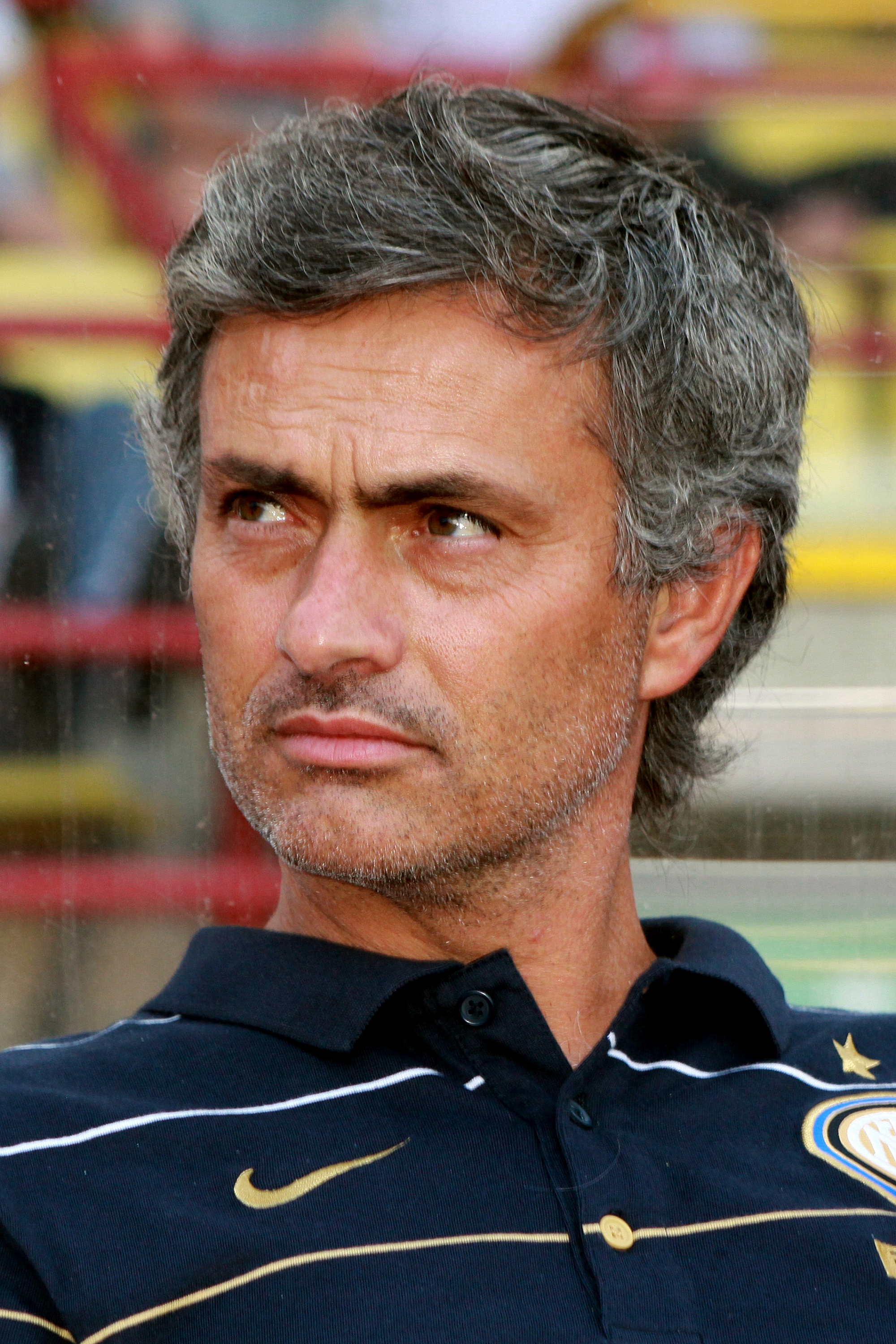
José Mourinho, người giành cú ăn ba đầu tiên trong lịch sử bóng đá Ý ở mùa giải 2009–10

Dưới đây là danh sách các huấn luyện viên của Inter từ năm 1909 cho đến ngày nay.

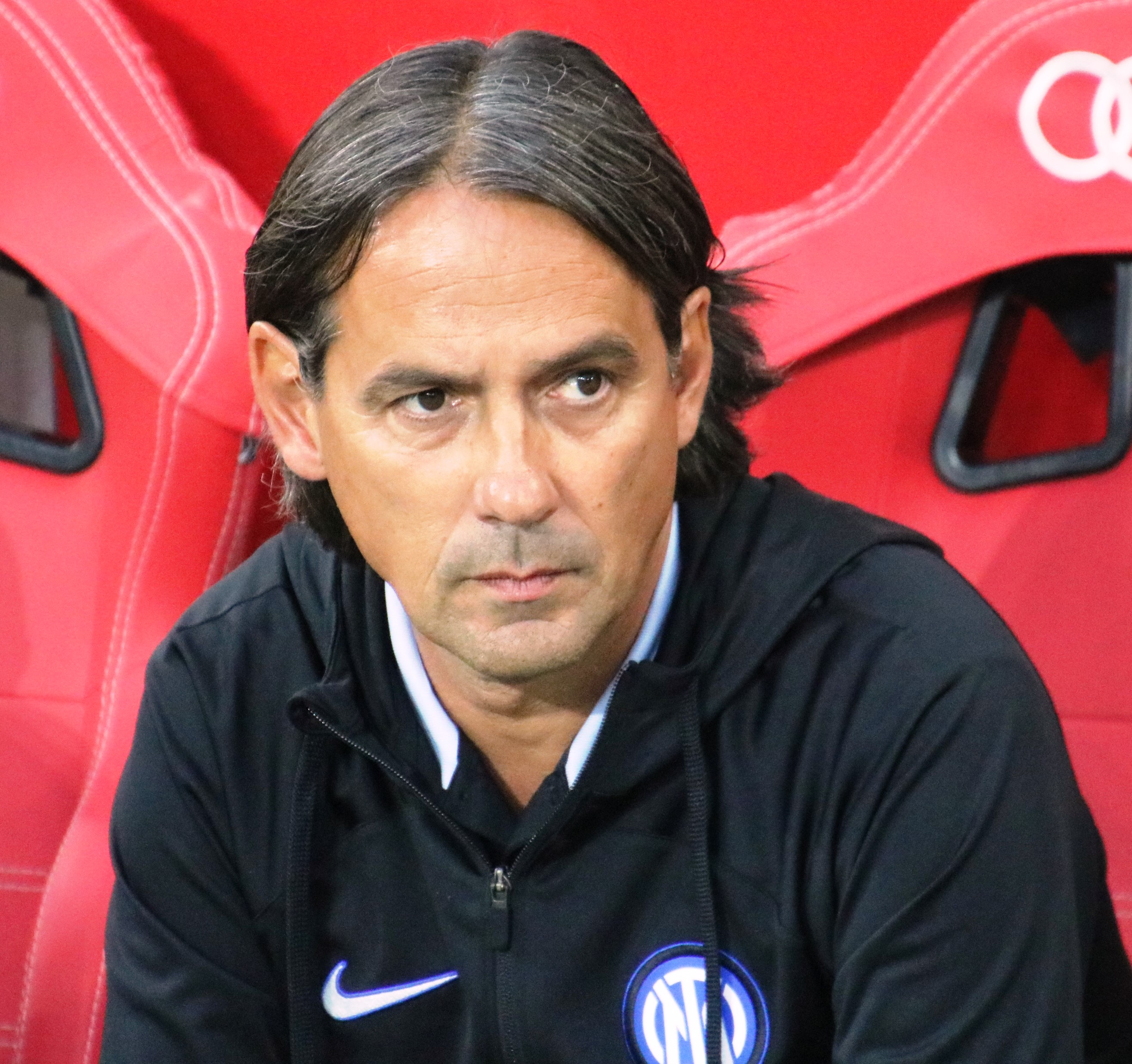
Simone Inzaghi, huấn luyện viên giành nhiều điểm ở Champions League nhất trong lịch sử Inter

| Tên                                   | Quốc tịch | Năm       |
| ------------------------------------- | --------- | --------- |
| Virgilio Fossati                      | Ý         | 1909–1915 |
| Nino Resegotti Francesco Mauro        | Ý         | 1919–1920 |
| Bob Spottiswood                       | Anh       | 1922–1924 |
| Paolo Schiedler                       | Ý         | 1924–1926 |
| Árpád Weisz                           | Hungary   | 1926–1928 |
| József Viola                          | Hungary   | 1928–1929 |
| Árpád Weisz                           | Hungary   | 1929–1931 |
| István Tóth                           | Hungary   | 1931–1932 |
| Árpád Weisz                           | Hungary   | 1932–1934 |
| Gyula Feldmann                        | Hungary   | 1934–1936 |
| Albino Carraro                        | Ý         | 1936      |
| Armando Castellazzi                   | Ý         | 1936–1938 |
| Tony Cargnelli                        | Áo        | 1938–1940 |
| Giuseppe Peruchetti Italo Zamberletti | Ý         | 1940–1941 |
| Ivo Fiorentini                        | Ý         | 1941–1942 |
| Giovanni Ferrari                      | Ý         | 1942–1943 |
| Carlo Carcano                         | Ý         | 1945–1946 |
| Nino Nutrizio                         | Ý         | 1946      |
| Giuseppe Meazza                       | Ý         | 1947–1948 |
| Carlo Carcano                         | Ý         | 1948      |
| Dai Astley                            | Wales     | 1948      |
| Giulio Cappelli                       | Ý         | 1949–1950 |
| Aldo Olivieri                         | Ý         | 1950–1952 |
| Alfredo Foni                          | Ý         | 1952–1955 |
| Aldo Campatelli                       | Ý         | 1955      |
| Giuseppe Meazza                       | Ý         | 1955–1956 |
| Annibale Frossi                       | Ý         | 1956      |
| Luigi Ferrero                         | Ý         | 1957      |
| Giuseppe Meazza                       | Ý         | 1957      |
| Jesse Carver                          | Anh       | 1957–1958 |
| Giuseppe Bigogno                      | Ý         | 1958      |
| Aldo Campatelli                       | Ý         | 1959–1960 |
| Camillo Achilli                       | Ý         | 1960      |
| Giulio Cappelli                       | Ý         | 1960      |
| Helenio Herrera                       | Argentina | 1960–1968 |
| Alfredo Foni                          | Ý         | 1968–1969 |
| Heriberto Herrera                     | Paraguay  | 1969–1971 |
| Giovanni Invernizzi                   | Ý         | 1971–1973 |
| Enea Masiero                          | Ý         | 1973      |
| Helenio Herrera                       | Argentina | 1973      |
| Enea Masiero                          | Ý         | 1974      |

| Tên                  | Quốc tịch   | Năm       |
| -------------------- | ----------- | --------- |
| Luis Suárez          | Tây Ban Nha | 1974–1975 |
| Giuseppe Chiappella  | Ý           | 1976–1977 |
| Eugenio Bersellini   | Ý           | 1977–1982 |
| Rino Marchesi        | Ý           | 1982–1983 |
| Luigi Radice         | Ý           | 1983–1984 |
| Ilario Castagner     | Ý           | 1984–1986 |
| Mario Corso          | Ý           | 1986      |
| Giovanni Trapattoni  | Ý           | 1986–1991 |
| Corrado Orrico       | Ý           | 1991      |
| Luis Suárez          | Tây Ban Nha | 1992      |
| Osvaldo Bagnoli      | Ý           | 1992–1994 |
| Giampiero Marini     | Ý           | 1994      |
| Ottavio Bianchi      | Ý           | 1994–1995 |
| Luis Suárez          | Tây Ban Nha | 1995      |
| Roy Hodgson          | Anh         | 1995–1997 |
| Luciano Castellini   | Ý           | 1997      |
| Luigi Simoni         | Ý           | 1997–1998 |
| Mircea Lucescu       | România     | 1998–1999 |
| Luciano Castellini   | Ý           | 1999      |
| Roy Hodgson          | Anh         | 1999      |
| Marcello Lippi       | Ý           | 1999–2000 |
| Marco Tardelli       | Ý           | 2000–2001 |
| Héctor Cúper         | Argentina   | 2001–2003 |
| Corrado Verdelli     | Ý           | 2003      |
| Alberto Zaccheroni   | Ý           | 2003–2004 |
| Roberto Mancini      | Ý           | 2004–2008 |
| José Mourinho        | Bồ Đào Nha  | 2008–2010 |
| Rafael Benítez       | Tây Ban Nha | 2010      |
| Leonardo             | Brasil      | 2010–2011 |
| Gian Piero Gasperini | Ý           | 2011      |
| Claudio Ranieri      | Ý           | 2011–2012 |
| Andrea Stramaccioni  | Ý           | 2012–2013 |
| Walter Mazzarri      | Ý           | 2013–2014 |
| Roberto Mancini      | Ý           | 2014–2016 |
| Frank de Boer        | Hà Lan      | 2016      |
| Stefano Vecchi       | Ý           | 2016      |
| Stefano Pioli        | Ý           | 2016–2017 |
| Stefano Vecchi       | Ý           | 2017      |
| Luciano Spalletti    | Ý           | 2017–2019 |
| Antonio Conte        | Ý           | 2019–2021 |
| Simone Inzaghi       | Ý           | 2021–2025 |
| Cristian Chivu       | România     | 2025–     |

## Công ty
FC Internazionale Milano S.p.A. được mô tả là một trong những "hố đen" tài chính trong số các câu lạc bộ Ý, vốn phụ thuộc rất nhiều vào sự đóng góp tài chính từ chủ sở hữu Massimo Moratti. Vào tháng 6 năm 2006, nhà tài trợ áo đấu và cổ đông thiểu số của câu lạc bộ, Pirelli, đã bán 15,26% cổ phần của câu lạc bộ cho gia đình Moratti, với giá 13,5 triệu euro. Nhà sản xuất lốp xe giữ lại 4,2%. Tuy nhiên, do một số lần tăng vốn của Inter, chẳng hạn như sáp nhập đảo ngược với một công ty mẹ trung gian, Inter Capital S.r.l. năm 2006, nắm giữ 89% cổ phần của Inter và số vốn 70 triệu euro vào thời điểm đó hoặc phát hành cổ phiếu mới với giá 70,8 triệu euro vào tháng 6 năm 2007, 99,9 triệu euro vào tháng 12 năm 2007, 86,6 triệu euro năm 2008, 70 triệu euro vào năm 2009, 40 triệu euro vào năm 2010 và 2011, 35 triệu euro vào năm 2012 hoặc cho phép Thoir đăng ký 75 triệu euro cổ phiếu mới của Inter vào năm 2013, Pirelli trở thành cổ đông lớn thứ ba với chỉ 0,5%, tính đến  ngày 31 tháng 12 năm 2015. Inter đã có một đợt tái cấp vốn khác được dành cho Suning Holdings Group vào năm 2016. Trong bản cáo bạch về đợt IPO thứ hai của Pirelli vào năm 2017, công ty cũng tiết lộ rằng giá trị của số cổ phần còn lại của Inter thuộc sở hữu của Pirelli, đã xóa sổ về không vào năm tài chính 2016. Inter cũng nhận góp vốn trực tiếp từ các cổ đông để bù đắp khoản lỗ đã bị loại trừ khi phát hành cổ phiếu trước đây. (tiếng Ý: versamenti a copertura perdite)
Ngay trước khi Thohir tiếp quản, bảng cân đối kế toán hợp nhất của "Internazionale Holding S.r.l." cho thấy toàn bộ nhóm công ty có khoản nợ ngân hàng trị giá 157 triệu euro, bao gồm khoản nợ ngân hàng của công ty con "Inter Brand Srl", cũng như của chính câu lạc bộ, đối với Istituto per il Credito Sportivo (ICS), cho €15,674 triệu trên bảng cân đối kế toán vào cuối năm tài chính 2012–13. Năm 2006, Inter bán thương hiệu của mình cho công ty con mới, "Inter Brand S.r.l.", một thực thể mục đích đặc biệt với vốn cổ phần là 40 triệu euro, với giá 158 triệu euro (thỏa thuận này khiến Internazionale lỗ ròng chỉ 31 triệu euro trong báo cáo tài chính riêng). Đồng thời, công ty con đã đảm bảo khoản vay 120 triệu euro từ Banca Antonveneta, sẽ được trả dần cho đến ngày 30 tháng 6 năm 2016; La Repubblica mô tả thương vụ này như "một liều doping". Vào tháng 9 năm 2011, Inter đã đảm bảo khoản vay từ ICS bằng cách bao thanh toán tài trợ cho Pirelli của mùa giải 2012–13 và 2013–14, với giá 24,8 triệu euro, với lãi suất 3 tháng Euribor + chênh lệch 1.95%. Vào tháng 6 năm 2014, Inter Group mới được đảm bảo khoản vay 230 triệu euro từ Goldman Sachs và UniCredit với mức lãi suất mới là 3 tháng Euribor + chênh lệch 5,5%, cũng như thành lập một công ty con mới làm công ty mang nợ: "Inter Media and Communication Srl". 200 triệu euro trong số đó sẽ được sử dụng để tái cấp vốn nợ của tập đoàn. Khoản vay trị giá 230 triệu euro, 1 triệu euro (cộng lãi) sẽ đáo hạn vào ngày 30 tháng 6 năm 2015, 45 triệu euro (cộng lãi) sẽ được hoàn trả thành 15 đợt từ ngày 30 tháng 9 năm 2015 đến ngày 31 tháng 3 năm 2019, cũng như 184 triệu euro (cộng tiền lãi) sẽ đến hạn vào ngày 30 tháng 6 năm 2019. Về phía sở hữu, International Sports Capital HK Limited có trụ sở tại Hồng Kông, đã thế chấp cổ phần của International Sports Capital S.p.A. có trụ sở tại Ý (công ty cổ phần trực tiếp của Inter) cho CPPIB Đầu tư tín dụng trị giá 170 triệu euro vào năm 2015, với lãi suất từ 8% / năm (đến hạn vào tháng 3 năm 2018) đến 15% / năm (đến hạn vào tháng 3 năm 2020). ISC đã hoàn trả các ghi chú vào ngày 1 tháng 7 năm 2016 sau khi họ bán một phần cổ phần của Inter cho Suning Holdings Group. Tuy nhiên, vào cuối năm 2016, cổ phần của ISC SpA lại được ISC HK cầm cố cho các quỹ đầu tư tư nhân của OCP Châu Á với giá 80 triệu đô la Mỹ. Vào tháng 12 năm 2017, câu lạc bộ cũng đã tái cấp vốn cho khoản nợ 300 triệu euro bằng cách phát hành trái phiếu doanh nghiệp ra thị trường, thông qua Goldman Sachs với tư cách là người ghi sổ, với lãi suất 4,875%/năm.
Chỉ tính riêng doanh thu, Inter đã vượt qua đối thủ cùng thành phố ở Deloitte Football Money League lần đầu tiên, vào mùa giải 2008–2009, đứng ở vị trí thứ chín, kém một bậc so với Juventus ở vị trí thứ tám, với Milan ở vị trí thứ mười. Trong mùa giải 2009–10, Inter vẫn ở vị trí thứ 9, vượt qua Juventus (thứ 10) nhưng Milan lại chiếm vị trí dẫn đầu với vị trí thứ 7. Inter trở thành thứ tám trong mùa giải 2010–11, nhưng vẫn kém Milan một bậc. Kể từ năm 2011, Inter tụt xuống hạng 11 mùa 2011–12, hạng 15 mùa 2012–13, hạng 17 mùa 2013–14, hạng 19 mùa 2014–15 và 2015–16. Mùa giải 2016–17, Inter xếp thứ 15 trên bảng xếp hạng Money League.
Trong Football Money League 2010 (mùa giải 2008–09), doanh thu bình thường hóa là 196,5 triệu euro được chia cho ngày thi đấu (14%, 28,2 triệu euro), phát sóng (59%, 115,7 triệu euro, +7%, +8 triệu euro) ) và thương mại (27%, €52,6 triệu, +43%). Các nhà tài trợ trang phục thi đấu là Nike và Pirelli đã đóng góp lần lượt 18,1 triệu euro và 9,3 triệu euro vào doanh thu thương mại, trong khi doanh thu phát sóng được tăng 1,6 triệu euro (6%) nhờ phân phối Champions League. Deloitte bày tỏ ý kiến rằng các vấn đề trong bóng đá Ý, đặc biệt là vấn đề doanh thu trong ngày thi đấu đang kìm hãm Inter so với những gã khổng lồ châu Âu khác và việc phát triển sân vận động của riêng họ sẽ giúp các câu lạc bộ Serie A cạnh tranh hơn trên đấu trường thế giới.
Trong mùa giải 2009–10, doanh thu của Inter được đẩy mạnh nhờ việc bán Ibrahimović, cú ăn ba và điều khoản giải phóng của huấn luyện viên José Mourinho. Theo số liệu chuẩn hóa của Deloitte trong Football Money League 2011 của họ, trong mùa giải 2009–10, doanh thu đã tăng 28,3 triệu euro (14%) lên 224,8 triệu euro. Tỷ lệ ngày thi đấu, phát sóng và thương mại trong các số liệu đã điều chỉnh là 17%:62%:21%.
Đối với mùa giải 2010–11, các câu lạc bộ Serie A bắt đầu đàm phán chung về bản quyền truyền hình của câu lạc bộ thay vì riêng lẻ. Điều này được dự đoán sẽ dẫn đến doanh thu phát sóng thấp hơn cho các câu lạc bộ lớn như Juventus và Inter, với các câu lạc bộ nhỏ hơn kiếm được từ cả những trận thua. Cuối cùng, kết quả bao gồm khoản thu nhập bất thường trị giá 13 triệu euro từ RAI. Tại Football Money League 2012 (mùa giải 2010–11), doanh thu bình thường hóa là 211,4 triệu euro. Tỷ lệ ngày thi đấu, phát sóng và thương mại trong các số liệu điều chỉnh là 16%:58%:26%.
Tuy nhiên, kết hợp doanh thu và chi phí, trong mùa giải 2006–07, họ đã lỗ ròng 206 triệu euro (112 triệu euro cơ sở bất thường, do việc bãi bỏ thông lệ kế toán phi tiêu chuẩn của quỹ khấu hao đặc biệt), tiếp theo là khoản lỗ ròng 148 triệu euro trong mùa giải 2007–08, khoản lỗ ròng 154 triệu euro trong mùa giải 2008–09, khoản lỗ ròng 69 triệu euro trong mùa giải 2009–10, lỗ ròng 87 triệu euro trong mùa giải 2010–11, lỗ ròng 77 triệu euro trong mùa giải 2011–12, lỗ ròng 80 triệu euro trong mùa giải 2012–13 và lợi nhuận ròng 33 triệu euro trong mùa giải 2013–14, do thu nhập đặc biệt từ việc thành lập công ty con Inter Media and Communication. Tất cả các số liệu nói trên đều nằm trong báo cáo tài chính riêng. Số liệu từ báo cáo tài chính hợp nhất đã được công bố kể từ mùa giải 2014–15, đó là khoản lỗ ròng 140,4 triệu euro (2014–15), 59,6 triệu euro (mùa giải 2015–16, trước năm 2017 trình bày lại) và 24,6 triệu euro (2016–17).
Vào năm 2015, Inter và Roma là hai câu lạc bộ Ý duy nhất bị UEFA xử phạt do vi phạm Luật Công bằng tài chính của UEFA, theo sau là AC Milan đã từng bị cấm trở lại thi đấu châu Âu vào năm 2018. Như một sự thử thách để tránh bị trừng phạt thêm, Inter đã đồng ý có tổng thời gian hòa vốn trong ba năm từ 2015 đến 2018, với mùa giải 2015–16 là được phép lỗ ròng tối đa 30 triệu euro, sau đó là hòa vốn trong mùa giải 2016–17 trở đi. Inter cũng bị phạt 6 triệu euro cộng thêm 14 triệu euro trong thời gian quản chế.
Inter cũng thực hiện một hành vi lách luật tài chính trên thị trường chuyển nhượng vào giữa năm 2015, khi Stevan Jovetić và Miranda đã được Inter ký hợp đồng mượn cộng với nghĩa vụ mua đứt vào năm 2017, làm cho chi phí của họ ít hơn trong thời gian mượn. Hơn nữa, mặc dù đầu tư rất nhiều vào các bản hợp đồng mới, cụ thể là Geoffrey Kondogbia và Ivan Perišić có khả năng làm tăng chi phí khấu hao, Inter cũng đã bán Mateo Kovačić với giá 29 triệu euro, kiếm được lợi nhuận lớn. Vào tháng 11 năm 2018, các tài liệu từ Football Leaks tiết lộ thêm rằng các bản hợp đồng cho mượn như Xherdan Shaqiri vào tháng 1 năm 2015, trên thực tế có những điều kiện không thể tránh khỏi để kích hoạt việc mua đứt.
Vào ngày 21 tháng 4 năm 2017, Inter thông báo rằng khoản lỗ ròng của họ (đã điều chỉnh theo FFP) của mùa giải 2015–16 nằm trong giới hạn cho phép là 30 triệu euro. Tuy nhiên, cùng ngày UEFA cũng thông báo rằng việc cắt giảm quy mô đội hình của Inter tại các giải đấu châu Âu sẽ vẫn chưa được dỡ bỏ do việc hoàn thành một phần các mục tiêu trong thỏa thuận dàn xếp. Thông báo tương tự đã được UEFA đưa ra vào tháng 6 năm 2018, dựa trên kết quả tài chính mùa giải 2016–17 của Inter.
Vào tháng 2 năm 2020, Inter Milan đã kiện Major League Soccer (MLS) vì vi phạm nhãn hiệu, tuyên bố rằng thuật ngữ "Inter" đồng nghĩa với câu lạc bộ của họ chứ không phải ai khác.
Vào ngày 22 tháng 5 năm 2024, Quỹ đầu tư Mỹ Oaktree Capital Management tuyên bố quuyền sở hữu đội bóng, sau khi chủ sở hữu trước, Suning từ Trung Quốc không thể trả khoản nợ 395 triệu Euro đã đáo hạn. Oaktree đã cấp khoản vay này cho Suning từ năm 2021 với quyền sở hữu Inter từ Suning là tài sản thế chấp. Nên khi khoản vay đáo hạn và Suning không thể trả được, Oaktree có quyền mặc định siết nợ cho việc sở hữu Inter.

## Nhà tài trợ
| Giai đoạn | Nhà sản xuất trang phục | Nhà tài trợ áo đấu |
| --------- | ----------------------- | --- |
| 1979–1981 | Puma                    | |
| 1981–1982 | Puma                    | Inno-Hit |
| 1982–1986 | Mecsport                | Misura |
| 1986–1988 | Le Coq Sportif          | Misura |
| 1988–1991 | Uhlsport                | Misura |
| 1991–1992 | Umbro                   | FitGar |
| 1992–1995 | Umbro                   | Cesare Fiorucci |
| 1995–1998 | Umbro                   | Pirelli |
| 1998–2021 | Nike                    | Pirelli |
| 2021–2022 | Nike                    | - Socios.com (trận đấu chính thức) - DigitalBits (tay áo) - Lenovo (lưng áo)                                                                                   |
| 2022–2023 | Nike                    | - DigitalBits (trận đấu chính thức; đến tháng 4 năm 2023) - Paramount+ (trận đấu chính thức; gặp Torino và Manchester City) - eBay (tay áo) - Lenovo (lưng áo) |
| 2023–2024 | Nike                    | - Paramount+ (trận đấu chính thức) - eBay (tay áo) - U-Power (lưng áo)                                                                                         |
| 2024–     | Nike                    | Betsson.sport (tài trợ chính thức), U-Power (lưng áo), Gate.io (tay áo)                                                                                        |